# حصن عجمان
حصن عجمان عبارة عن حصن تقليدي مكون من طابقين من الصخور والشعاب المرجانية والطوب اللبن في وسط مدينة عجمان في الإمارات العربية المتحدة. يُعتقد أن بنائه يعود إلى أواخر القرن الثامن عشر، ويُزعم أن برج قلعة الحصن، أو برج الرياح، هو أقدم مبنى من هذا القبيل في دولة الإمارات العربية المتحدة.

## التاريخ
لطالما كانت قلعة عجمان مركزية في تاريخ مدينة وإمارة عجمان وحكامها لأكثر من 200 عام. تم إنشاء عجمان كإمارة مستقلة تحت حكم النعيمي عندما تولى الشيخ راشد بن حميد النعيمي وخمسون من أتباعه السيطرة الفعلية على مستوطنة عجمان الساحلية في صراع قصير. لم يتم توحيد تلك الإمارة حتى عام 1816 أو 1817، عندما سقطت قلعة عجمان أخيرًا في يد راشد وأتباعه. تم الاعتراف بالراشد بصفته حاكماً لعجمان من قبل حاكم الشارقة الشيخ صقر بن سلطان القاسمي، الذي كان قد ادعى سابقاً أن عجمان تحت نفوذه أو سيادته.
وفي عام 1821م، سقطت قلعة عجمان لفترة وجيزة في يد قوة من البدو الدرويش، الذين تمت إزالتهم بفعل صقر بن سلطان حاكم الشارقة.
شهد حكم راشد بن حميد قصفًا لعجمان وحصنها من البحر من قبل القوات البريطانية في سياق الحملة الاستعمارية عام 1819 التي شنها البريطانيون ضد القاسمي. أدى ذلك إلى أن يصبح راشد بن حميد أحد الموقعين على المعاهدة البحرية العامة لعام 1820. وقد تم تدمير الحصن بالكامل في ذلك الوقت.
لم يدم الحكم السلمي لحميد بن راشد النعيمي، وفي عام 1841 استولى عبد العزيز بن راشد النعيمي شقيق حميد على حصن عجمان وأعلن نفسه حاكمًا. وفي عام 1848 قُتل عبد العزيز بن راشد خلال نزاع مسلح مع بلدة الحمرية الانفصالية المجاورة لعجمان. بعد وفاة عبد العزيز أصبح حميد الذي أصيب أيضًا في النزاع حاكمًا مرة أخرى.

## الحصن كمركز من مراكز الصراع
في يونيو 1920 ، استولى عبد الرحمن بن محمد الشامسي ، زعيم الجارة الانفصالية الأخرى لعجمان ، على قلعة عجمان وأعلن نفسه حاكماً بدلاً من حاكم عجمان آنذاك ، حميد بن عبد العزيز النعيمي. ولم تتم إقالته إلا بعد شفاعة وكيل الإقامة البريطانية بالتنسيق مع خالد بن أحمد القاسمي من الشارقة. قام خالد بعد ذلك بجمع قوة مع حميد بن عبد العزيز وهاجموا عبد الرحمن في الحيرة. مرة أخرى ، تدخل البريطانيون وتم التوصل إلى اتفاق يعترف بعبد الرحمن كموضوع لخالد ويلزمه بعدم التسبب في مزيد من المشاكل. وفي ذلك الوقت غضب حميد بن عبد العزيز من الوساطة البريطانية المستمرة في قضية الحيرة ، وتحدى البريطانيين في مسألة شهادة عتق زُعم أنه مزقها. رفض الصعود على متن سفينة بريطانية للقاء المقيم البريطاني ورفض أيضًا دفع غرامة قدرها 1000 روبية تم فرضها عليه ، فقد تم تهديده أخيرًا بالقصف. هدد حميد البريطانيين بأنه "سيكون أسوأ بالنسبة لهم" إذا تجرأوا على قصف قلعته وأطلقوا النار. أدى القصف اللاحق مرة أخرى إلى تقليص مساحة وسيطرة حصن عجمان، ومع تدمير أحد أبراجها العظيمة بالكامل وانهيار ثانٍ تحت نيران المدفعية ، رفع حميد دعوى قضائية من أجل السلام ودفع الغرامة.

## الحصن في العصر الحديث
في عام 1967 ، انتقل راشد بن حميد النعيمي - الذي حكم عجمان من قلعة عجمان منذ عام 1928 - من القلعة وتم تسليم المبنى ليصبح المقر الرئيسي لشرطة عجمان. تمركزت بها الشرطة حتى عام 1978. ثم تم التخلي عن القلعة قبل ترميمها في أوائل الثمانينيات. وهي الآن موطن لمتحف عجمان وتشكل محور منطقة التراث في عجمان التي تبلغ تكلفتها 25 مليون درهم، وهي منطقة جذب سياحي تضم مبانٍ وممرات تم ترميمها تضم حوالي 37 متجرًا ، وافتُتحت في أكتوبر 2020.

## معرض

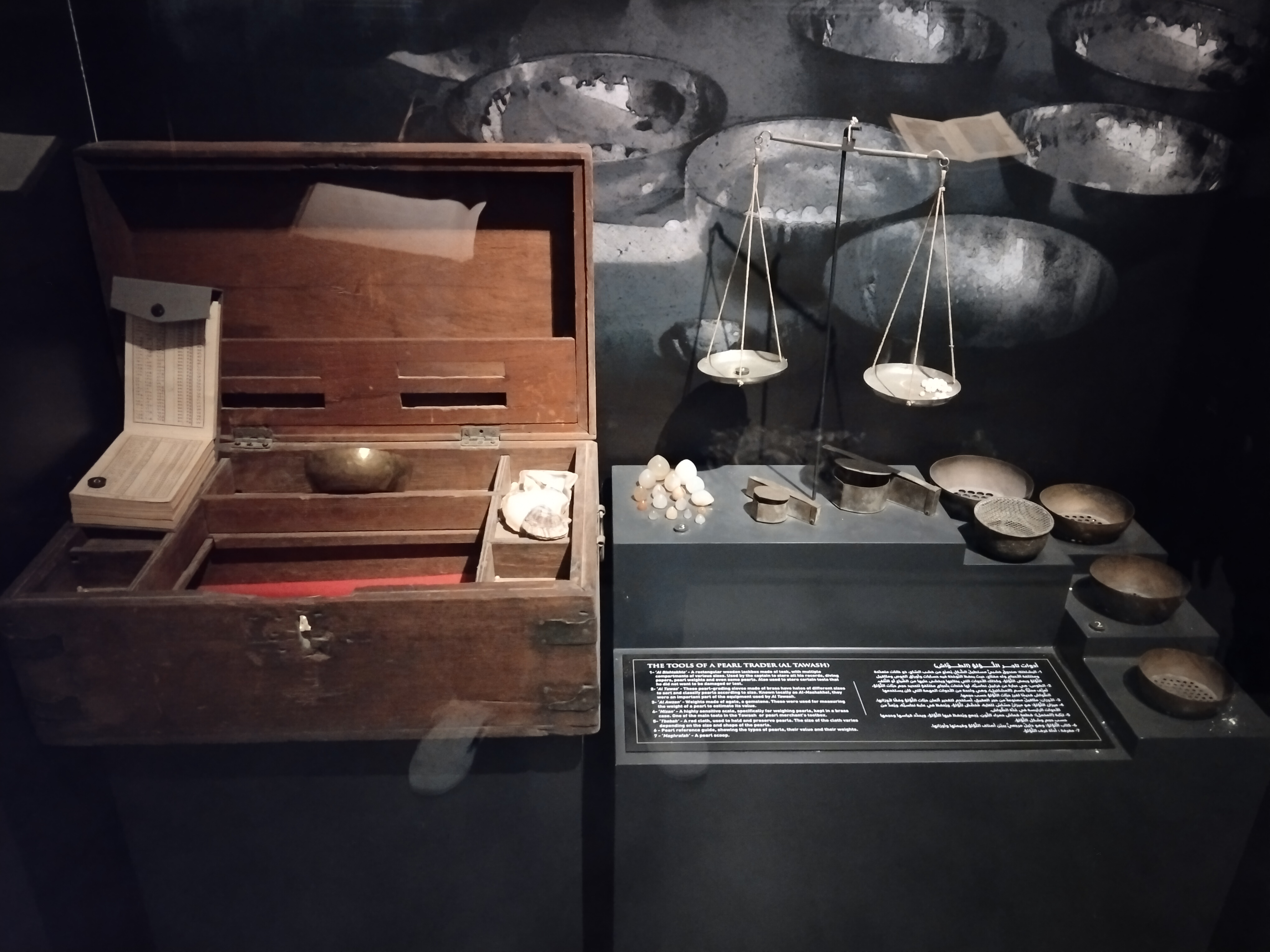
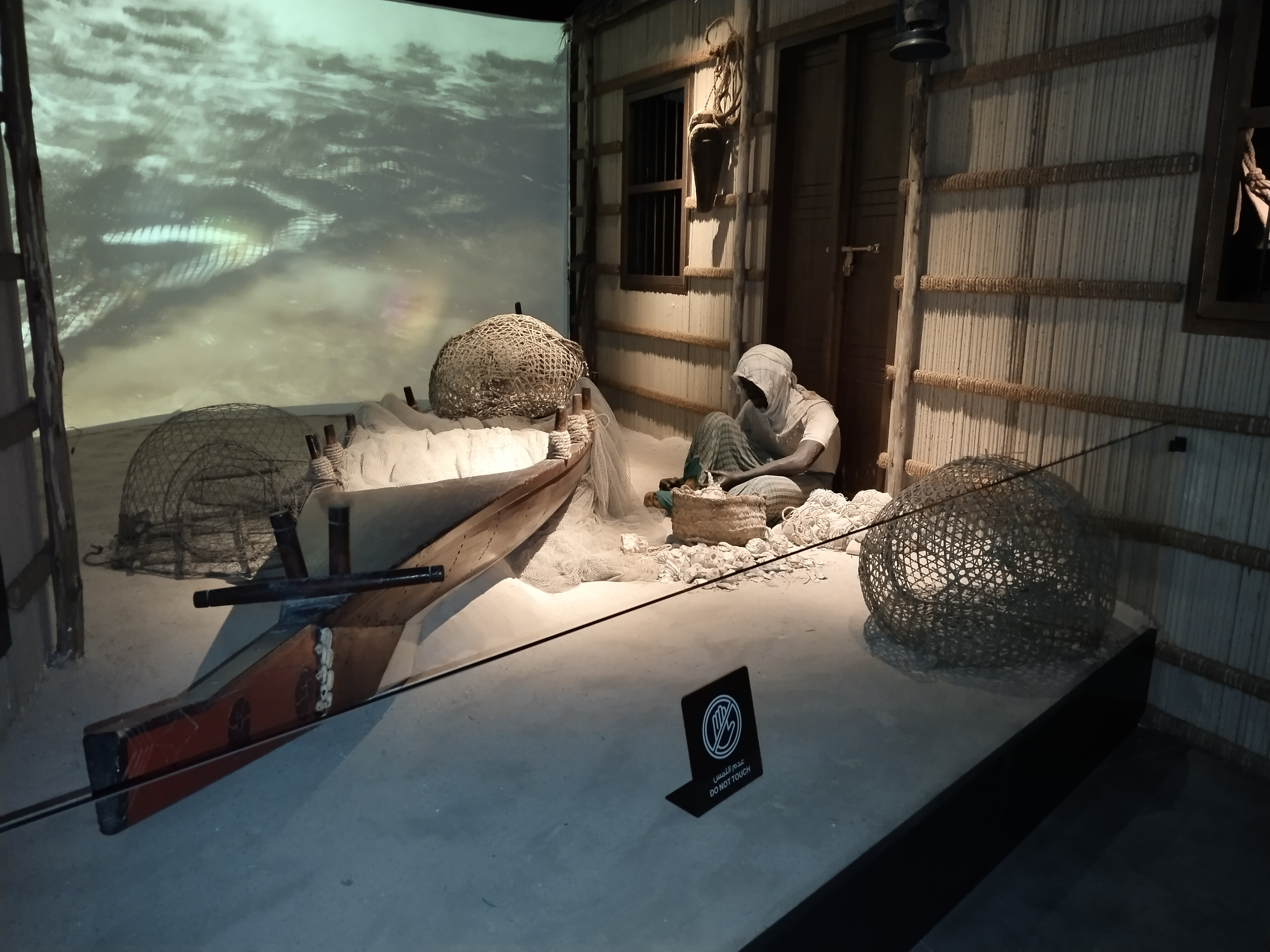
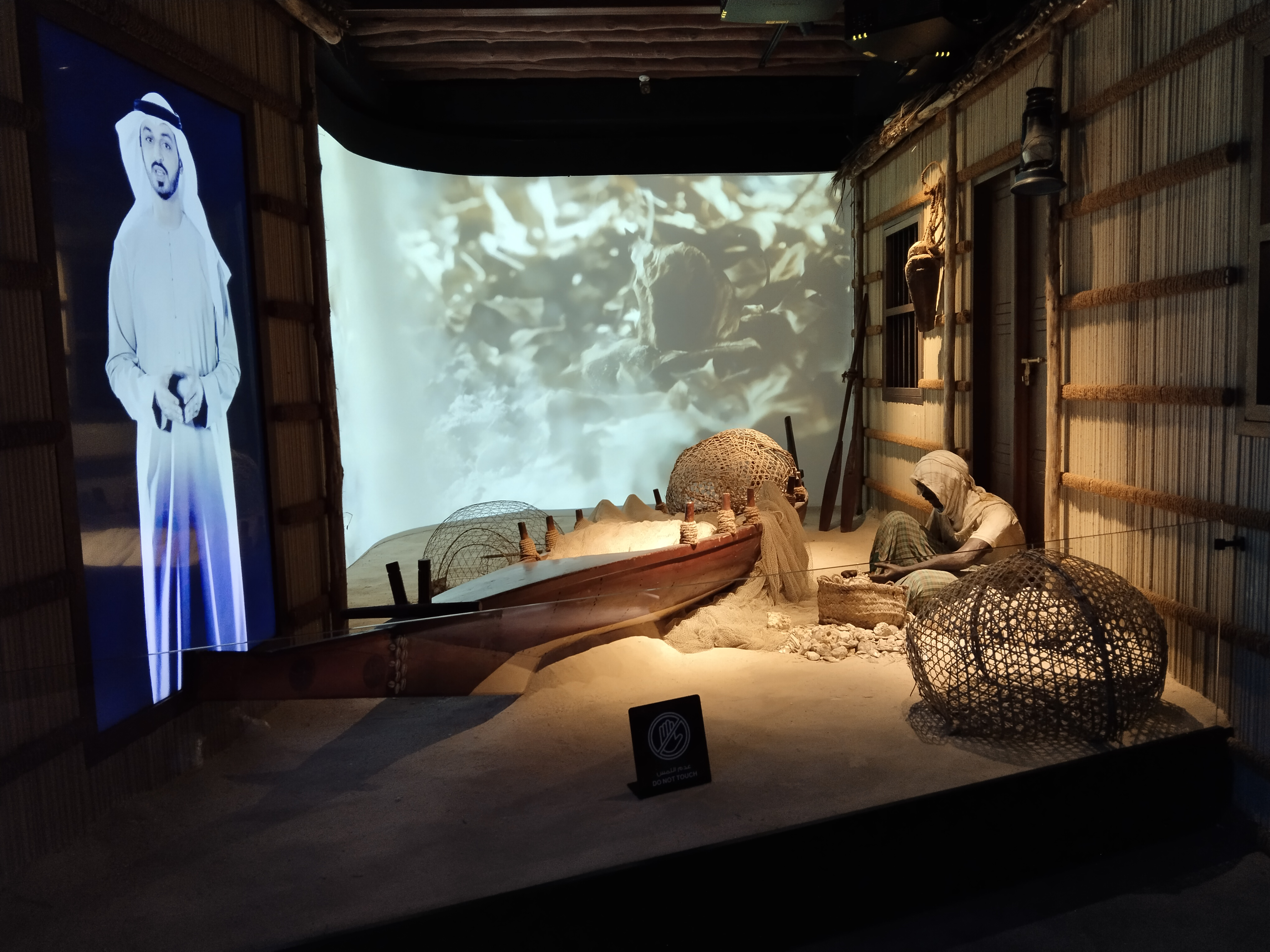
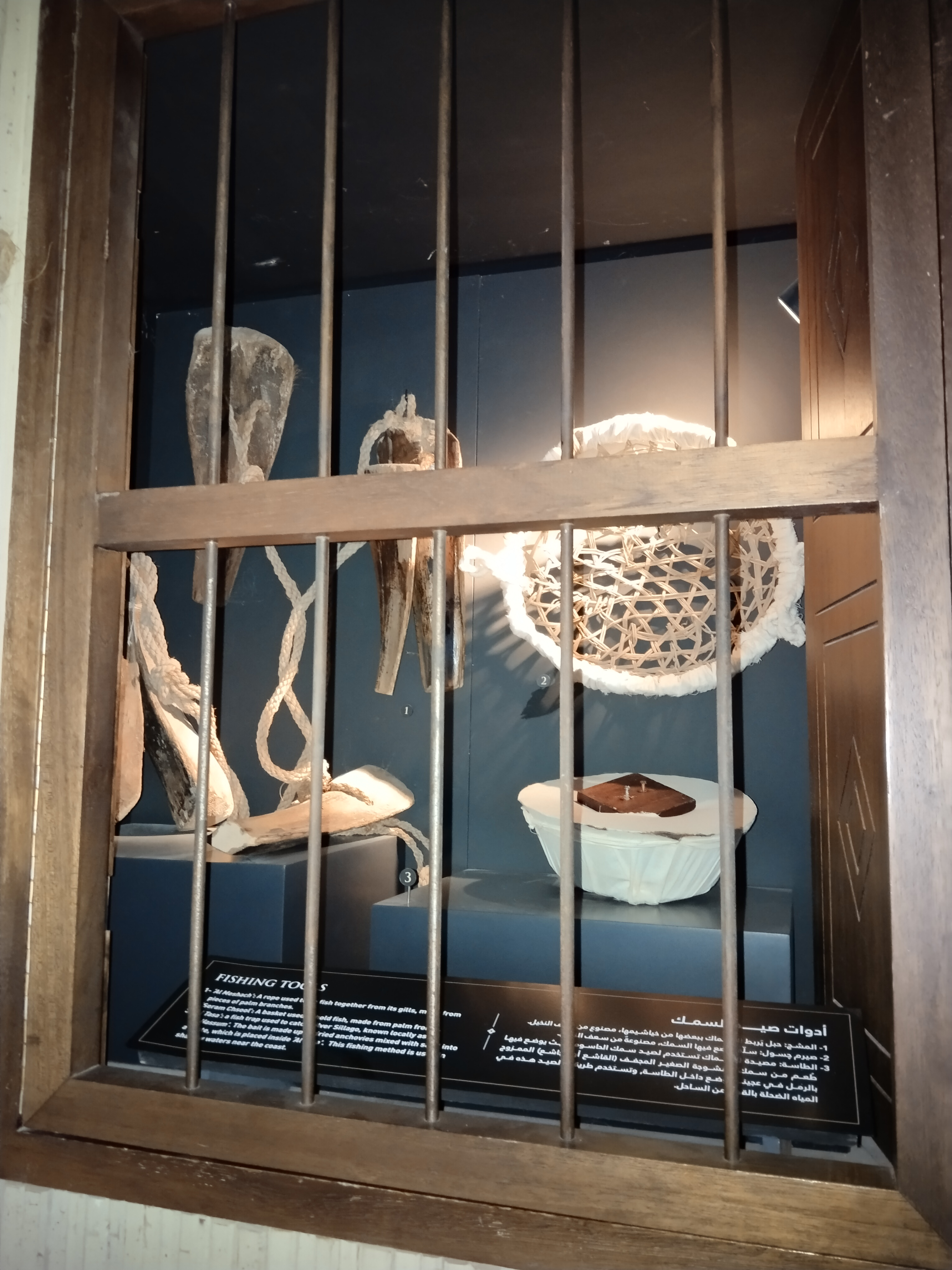
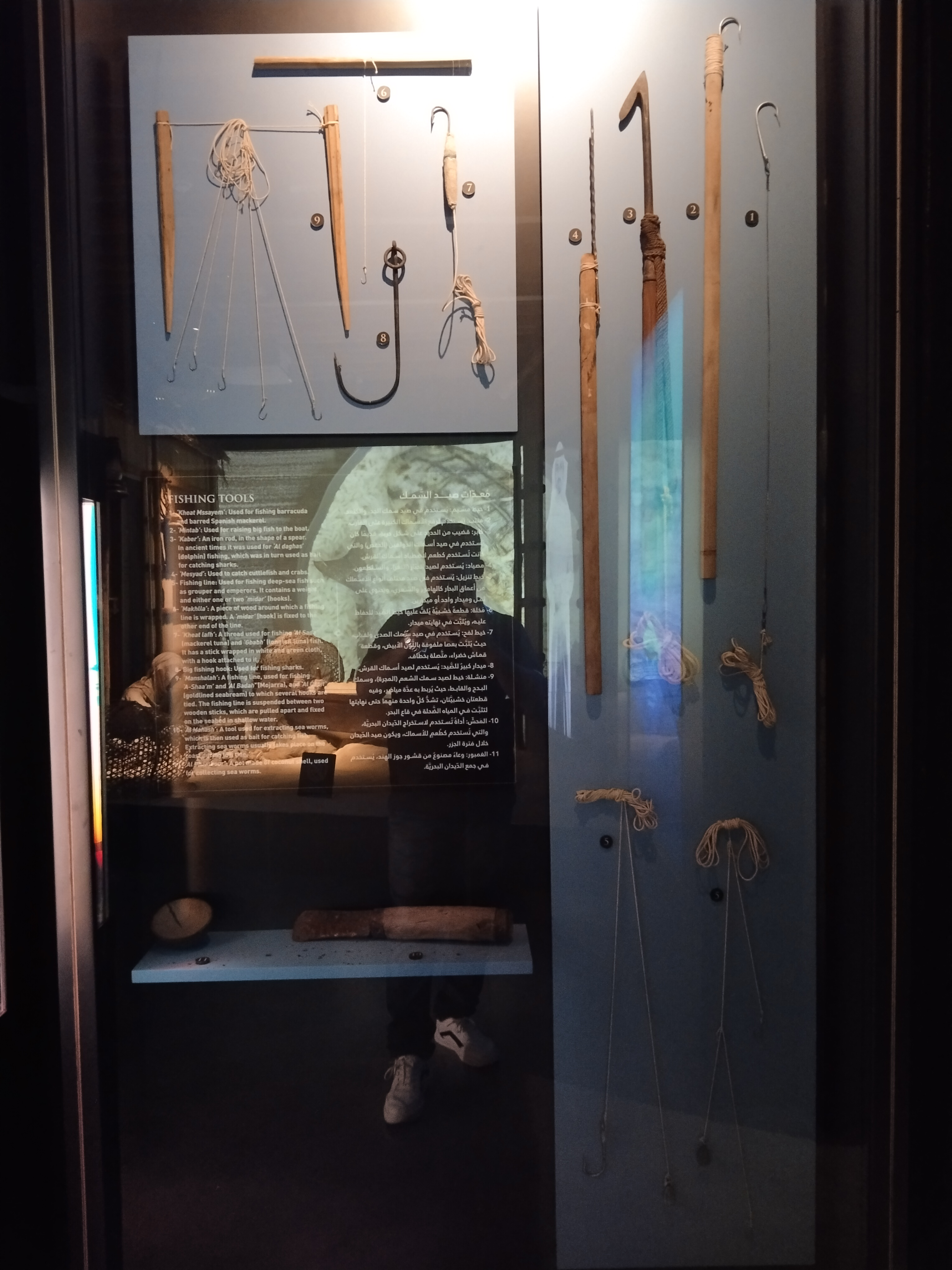
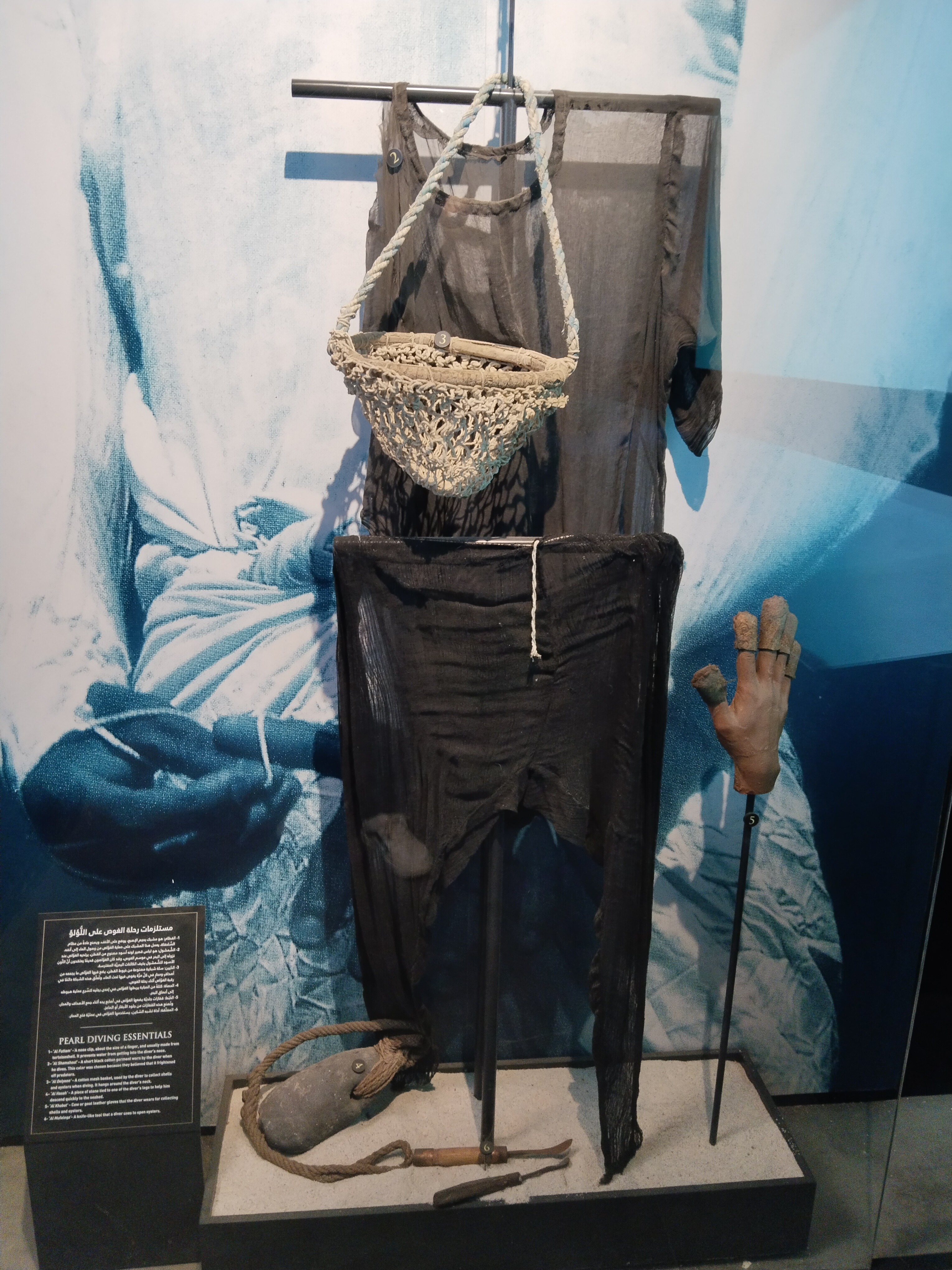
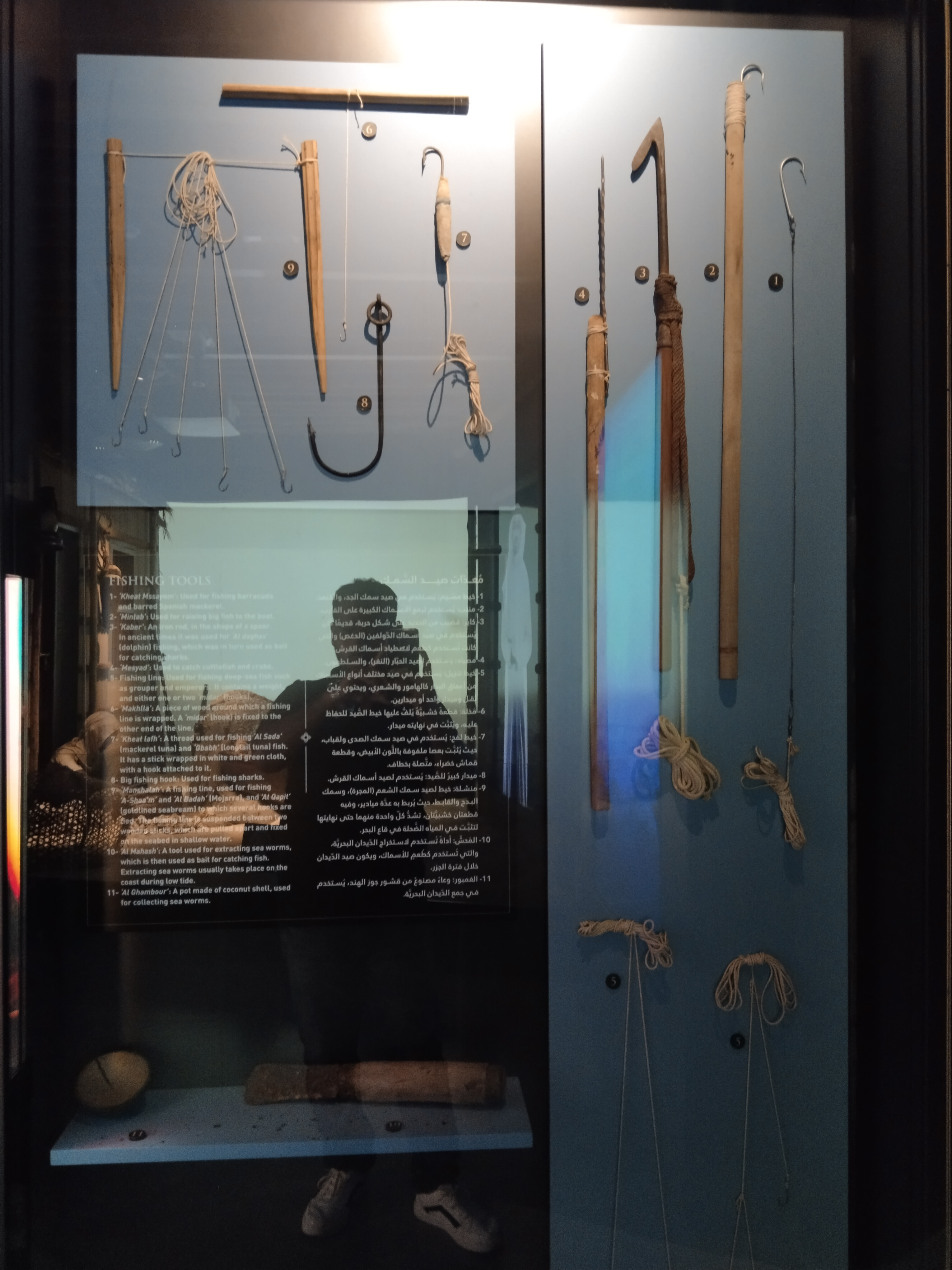
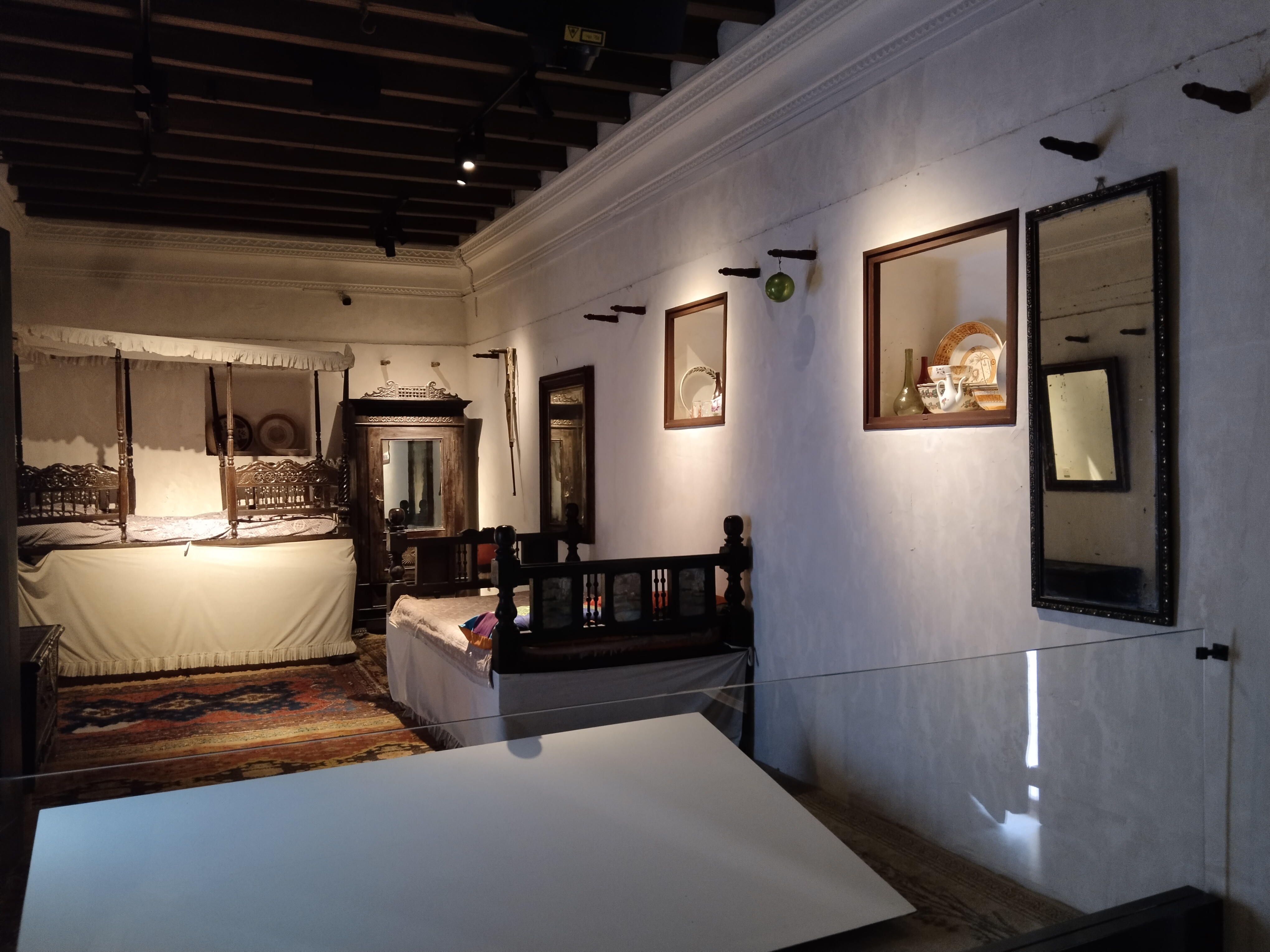
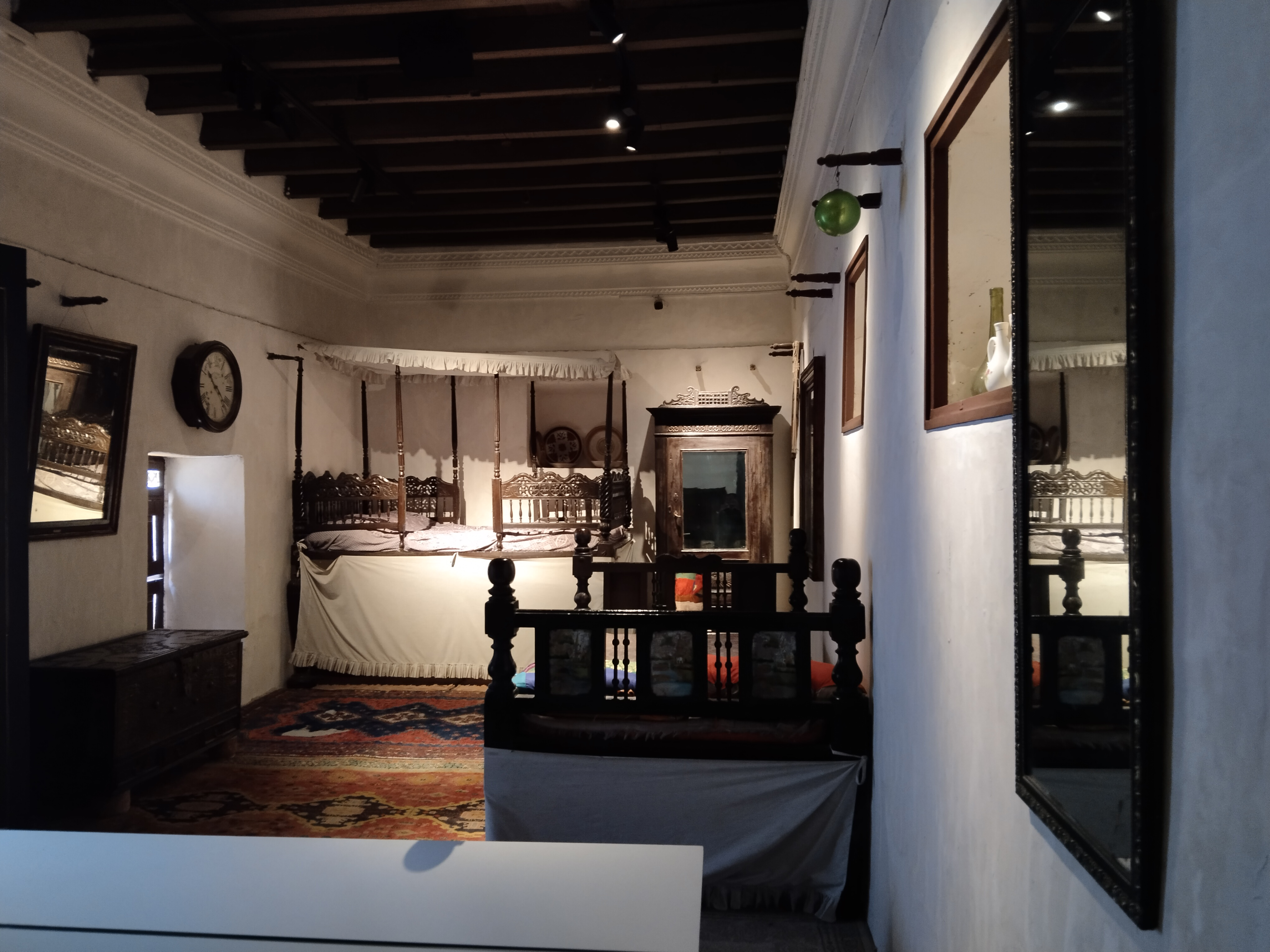
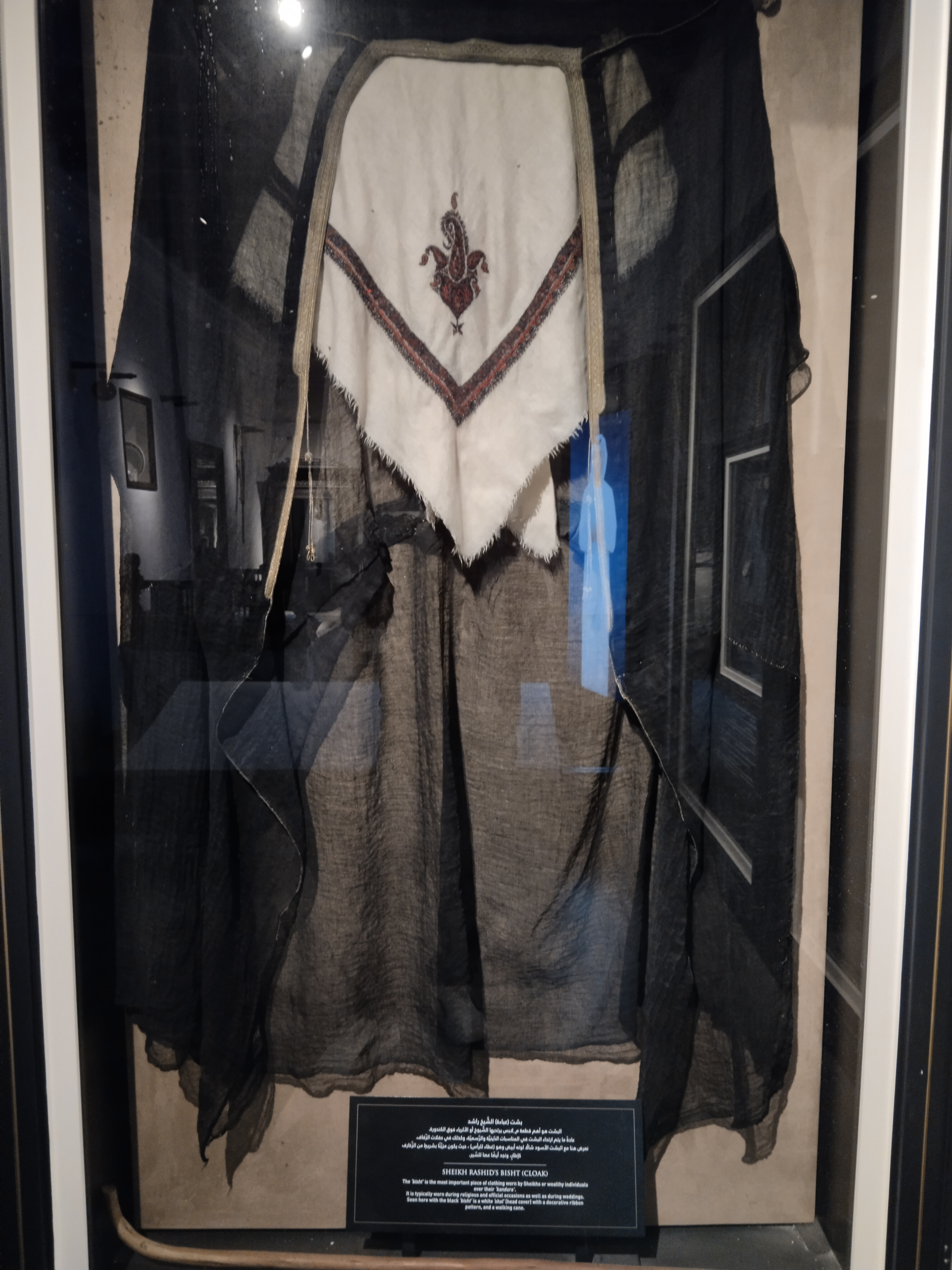
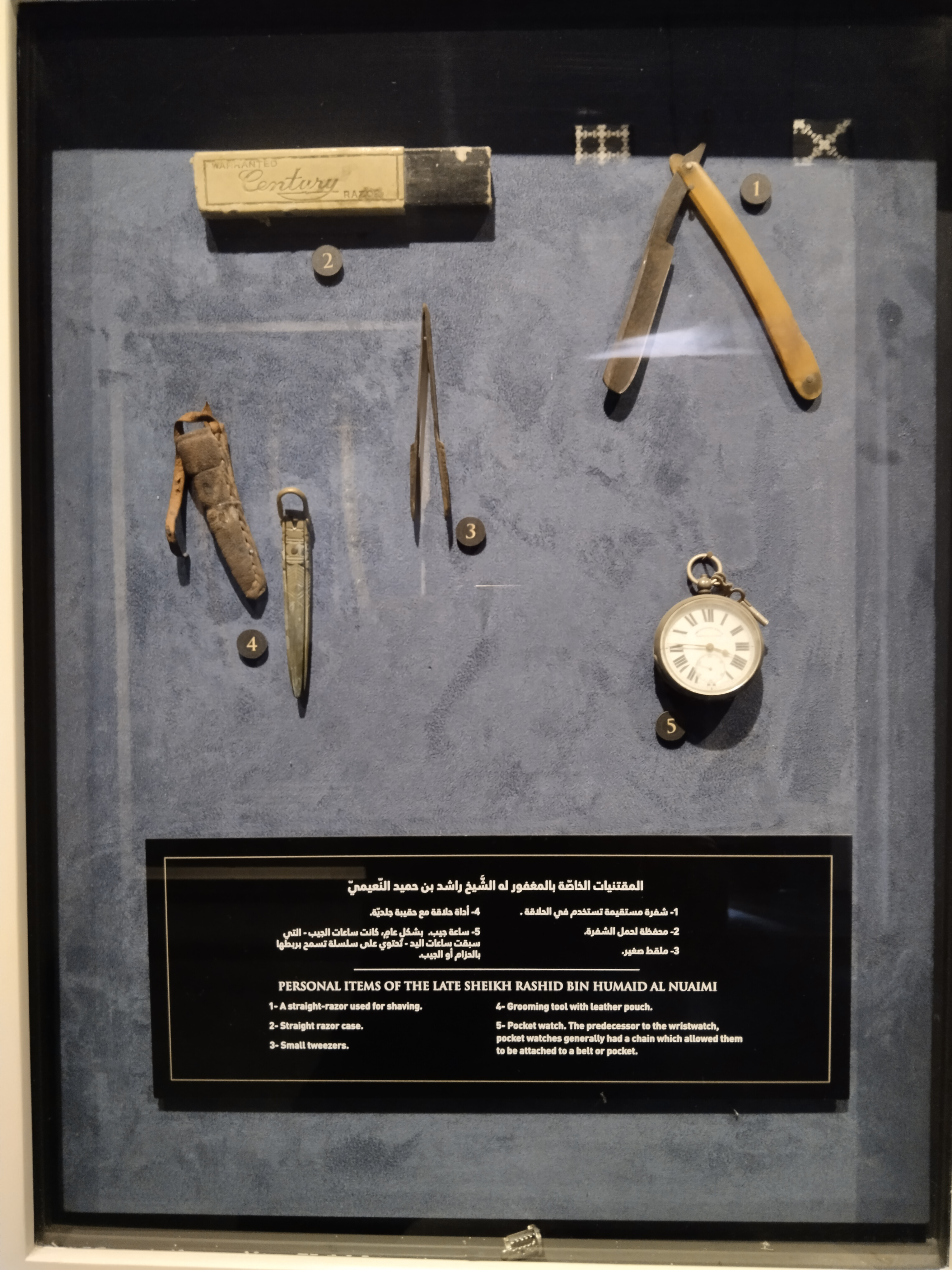
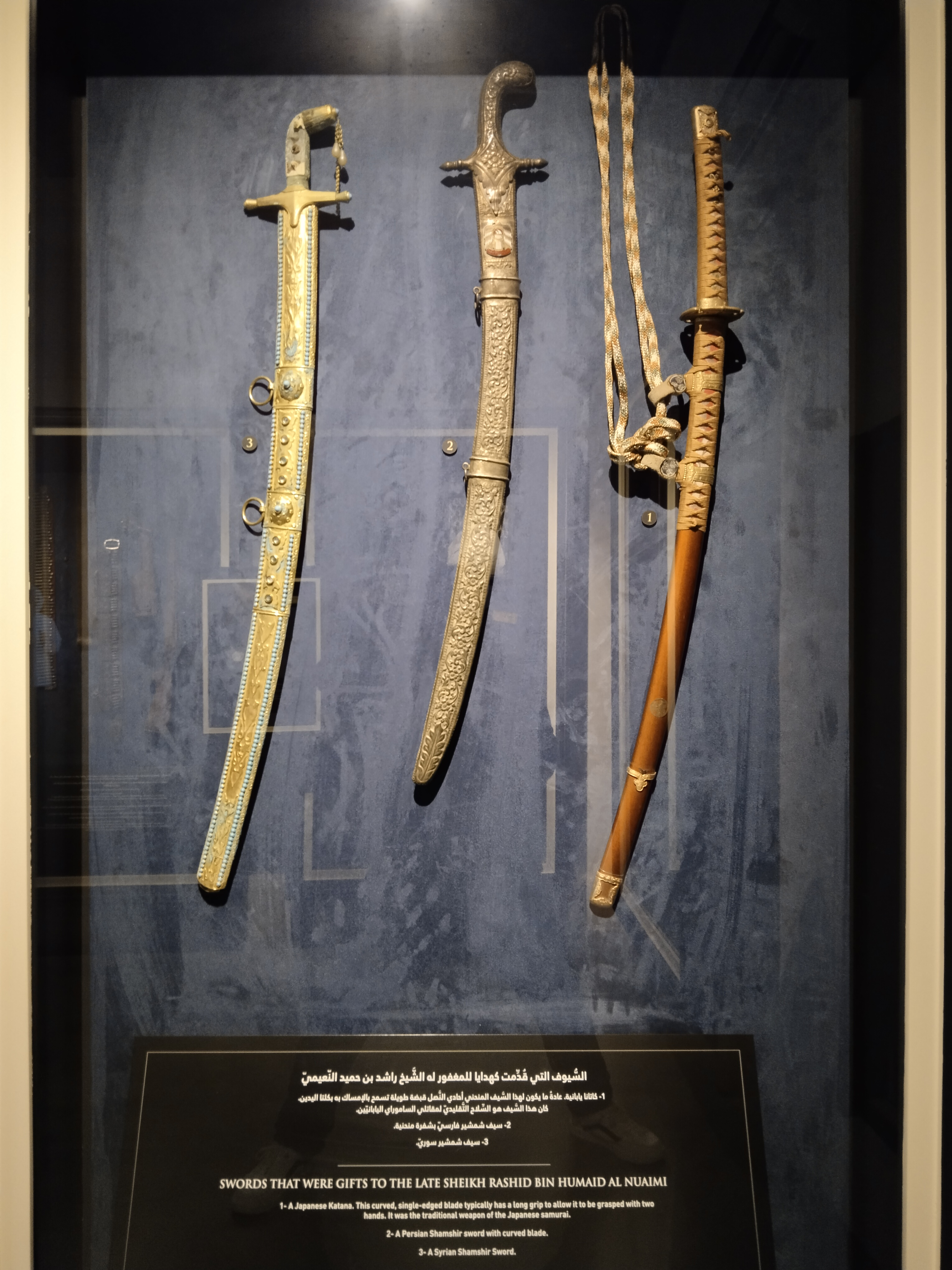
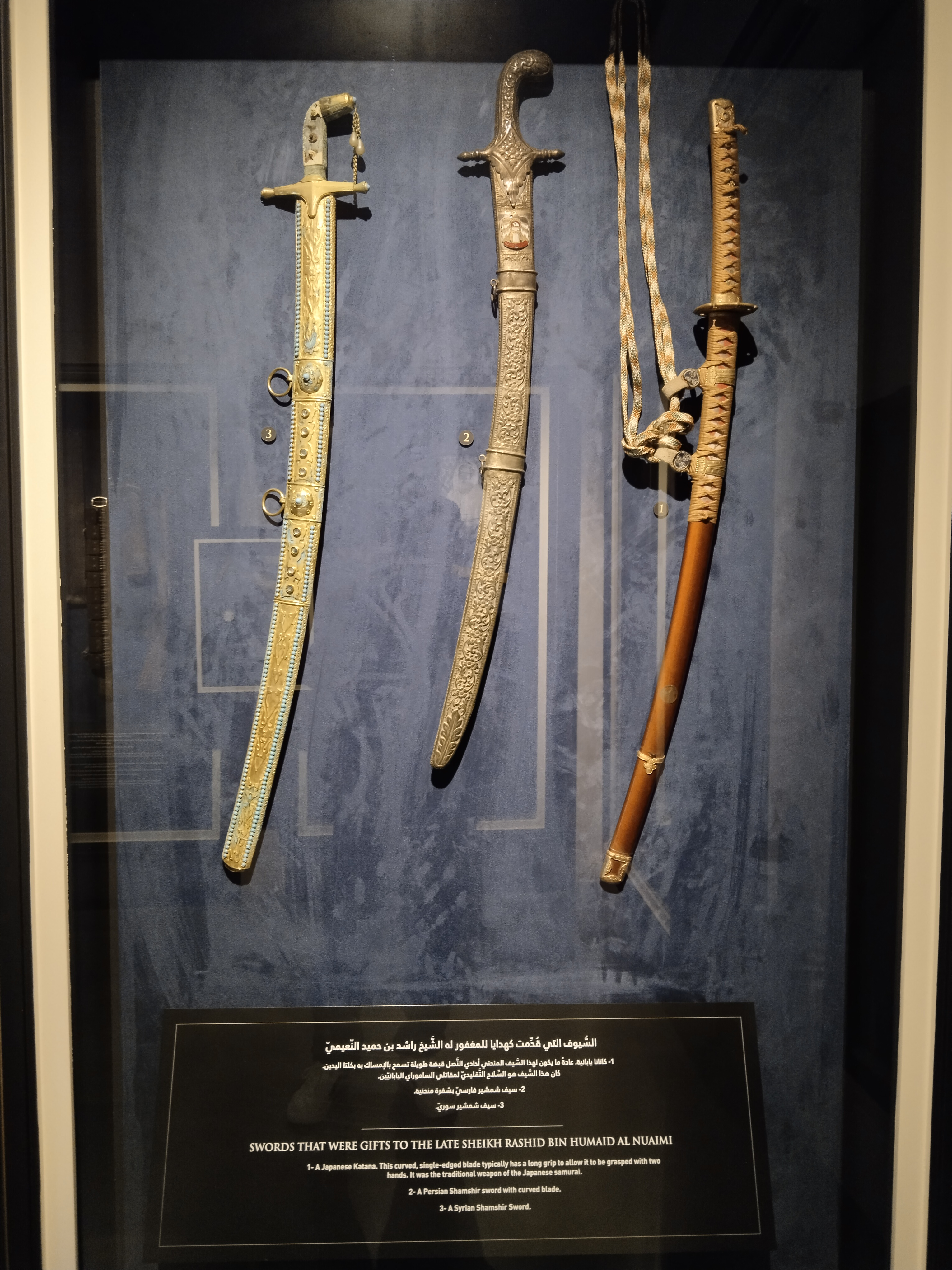
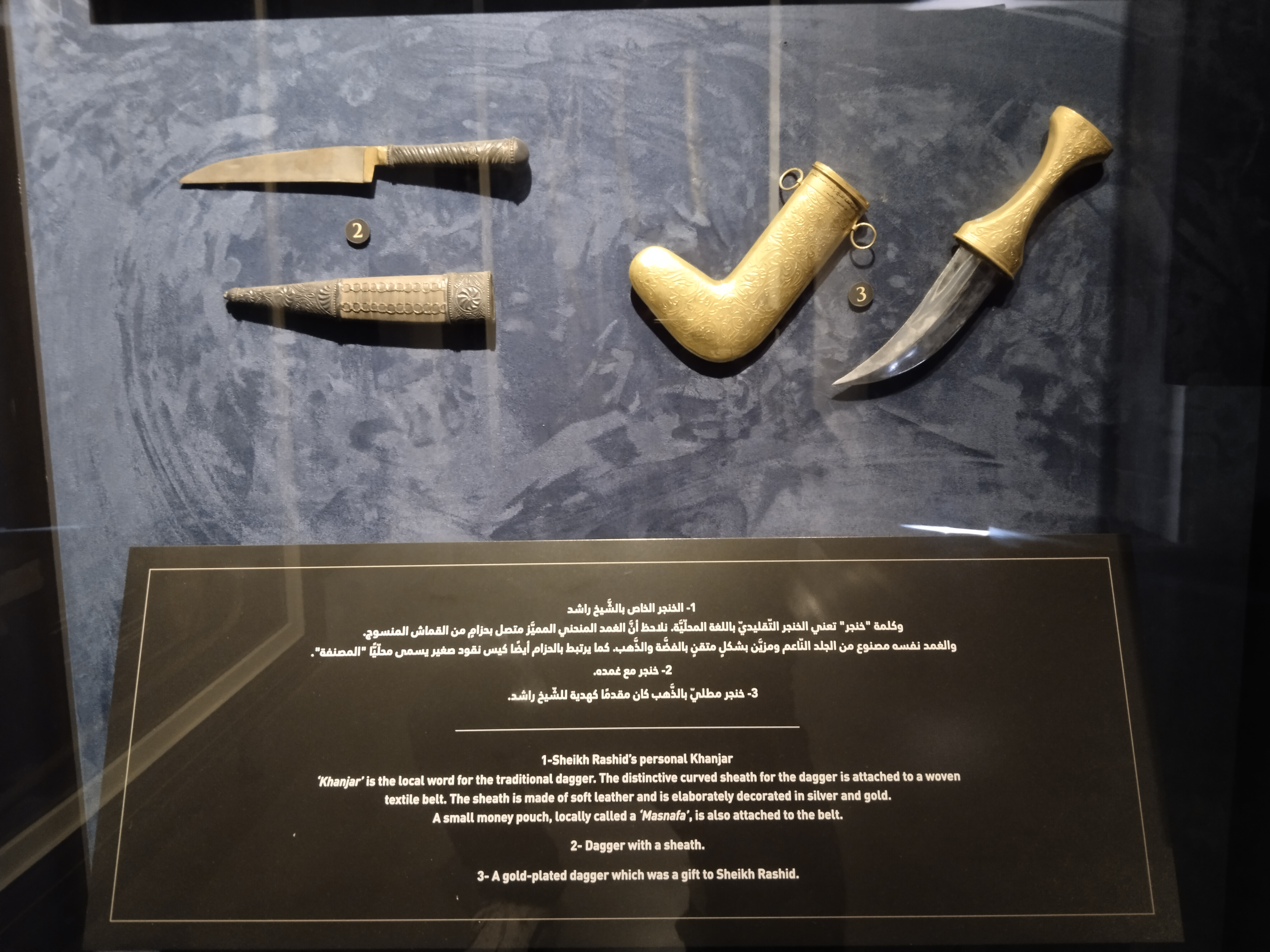
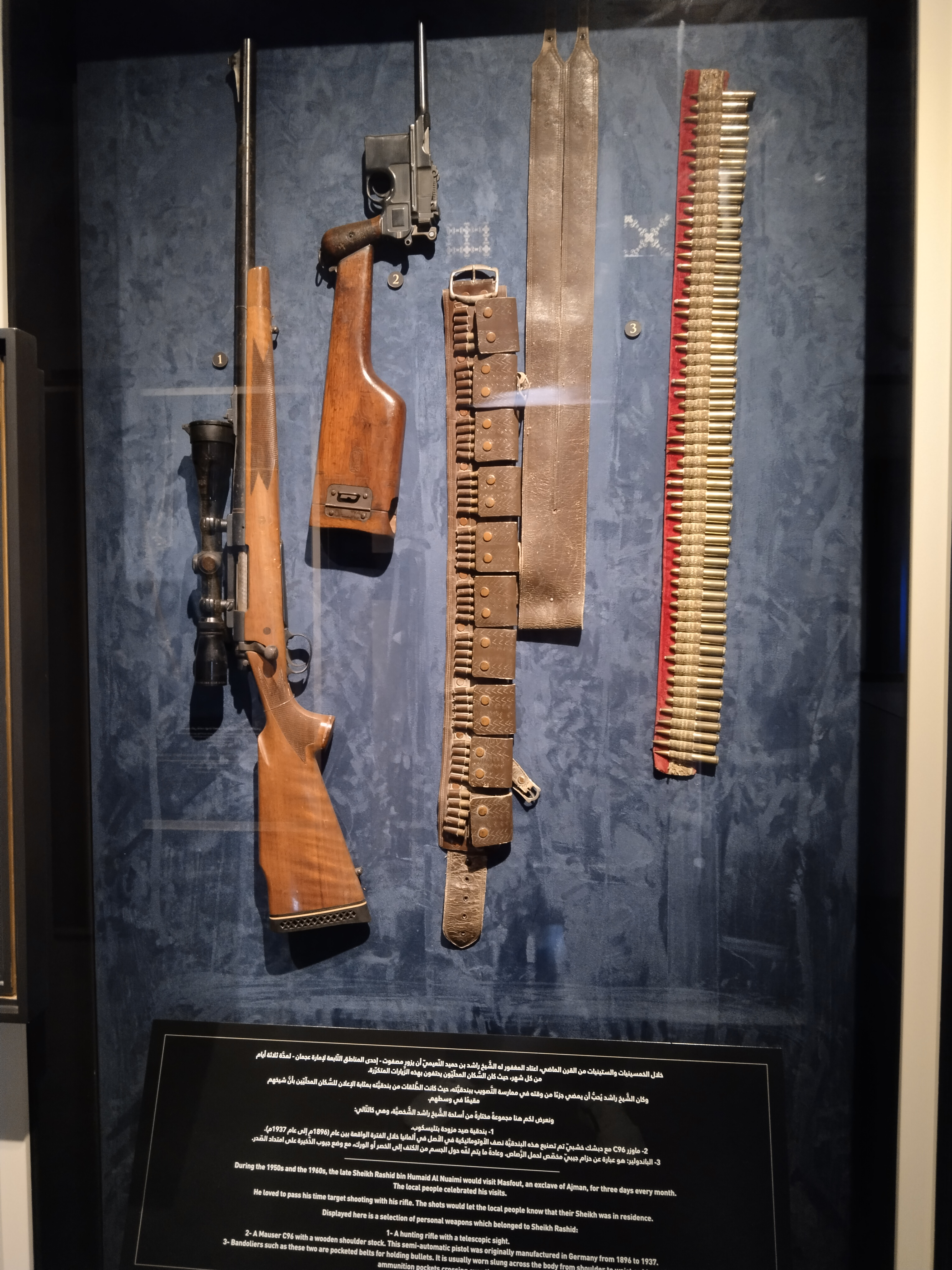
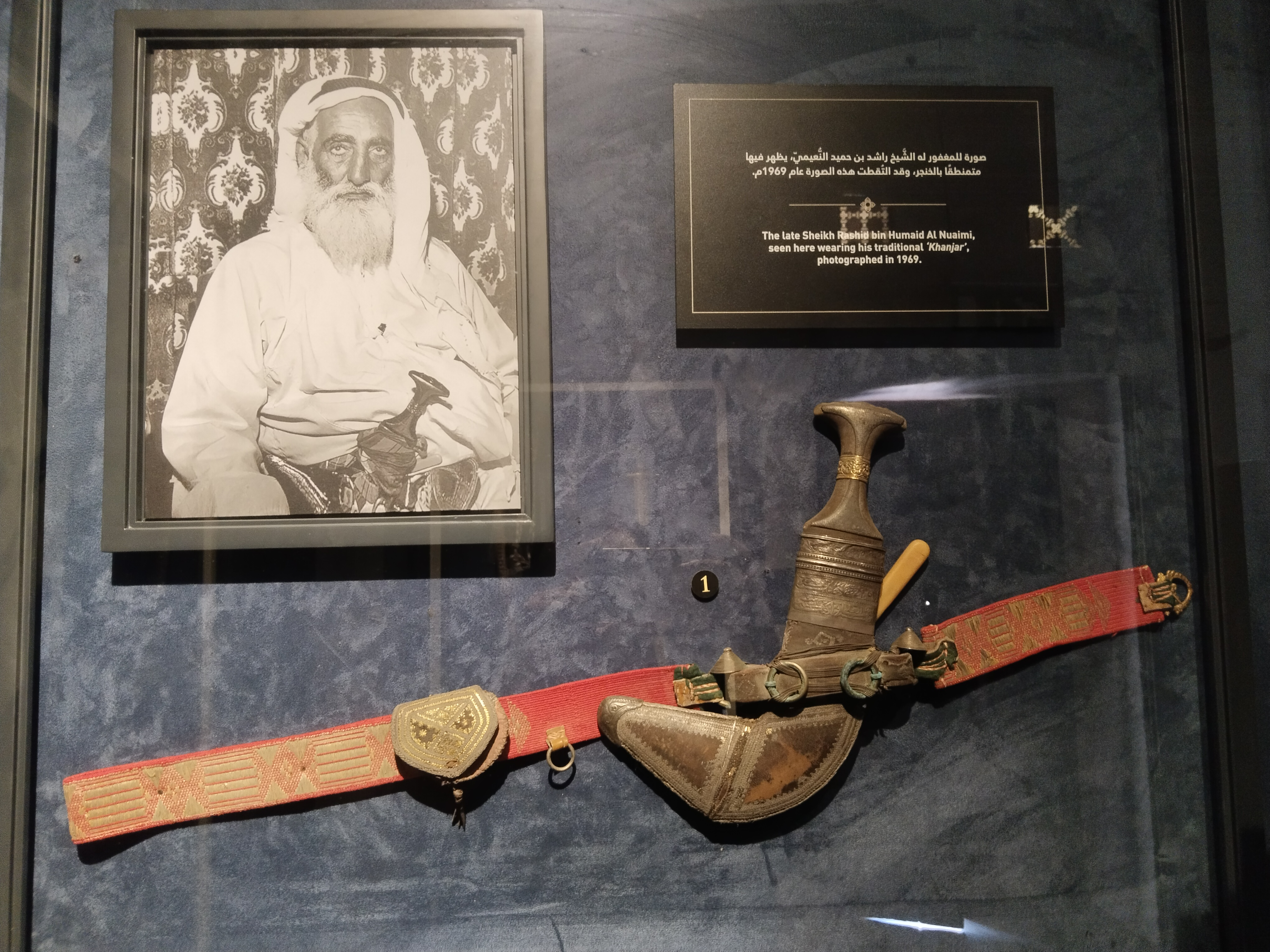
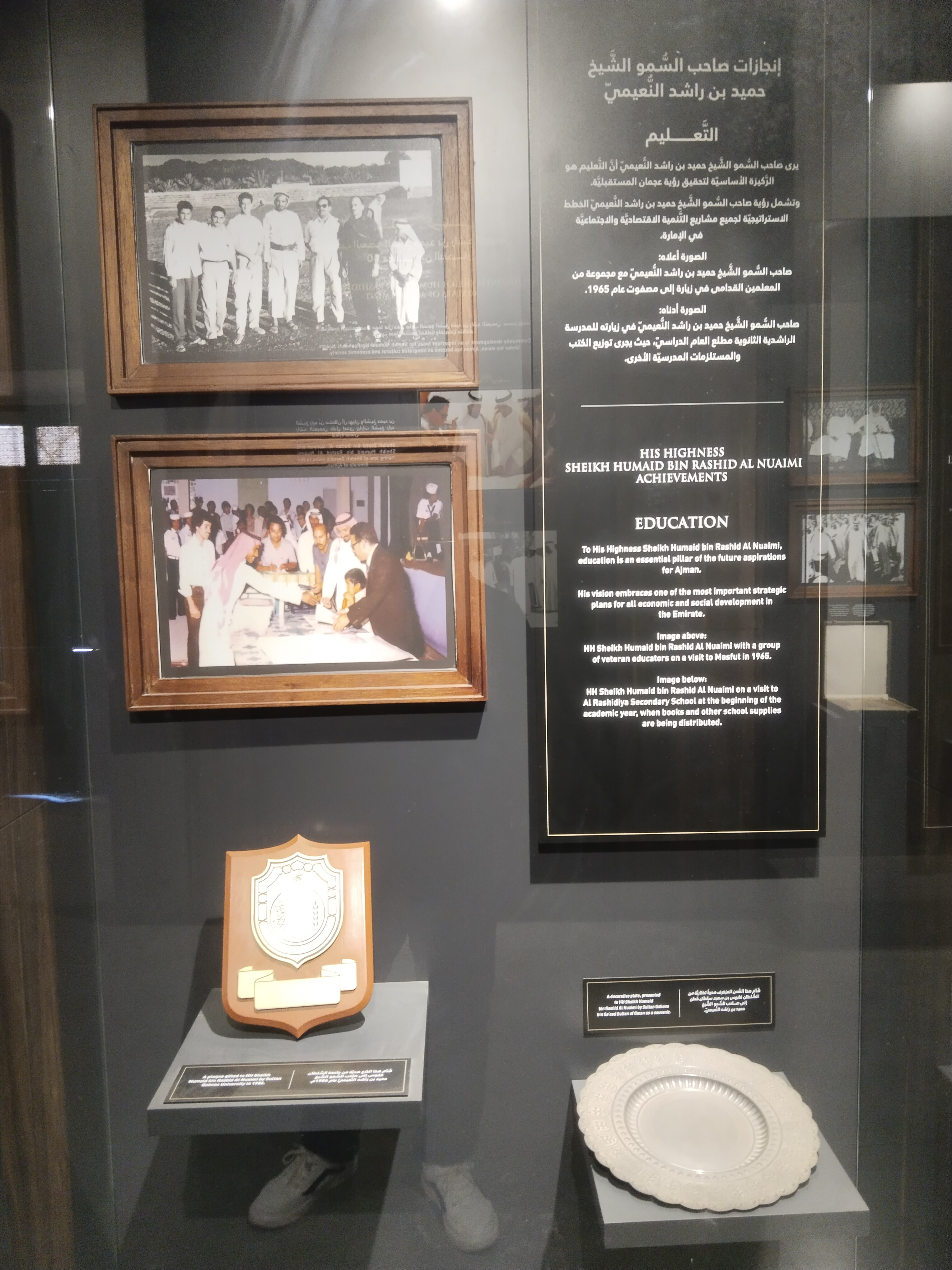
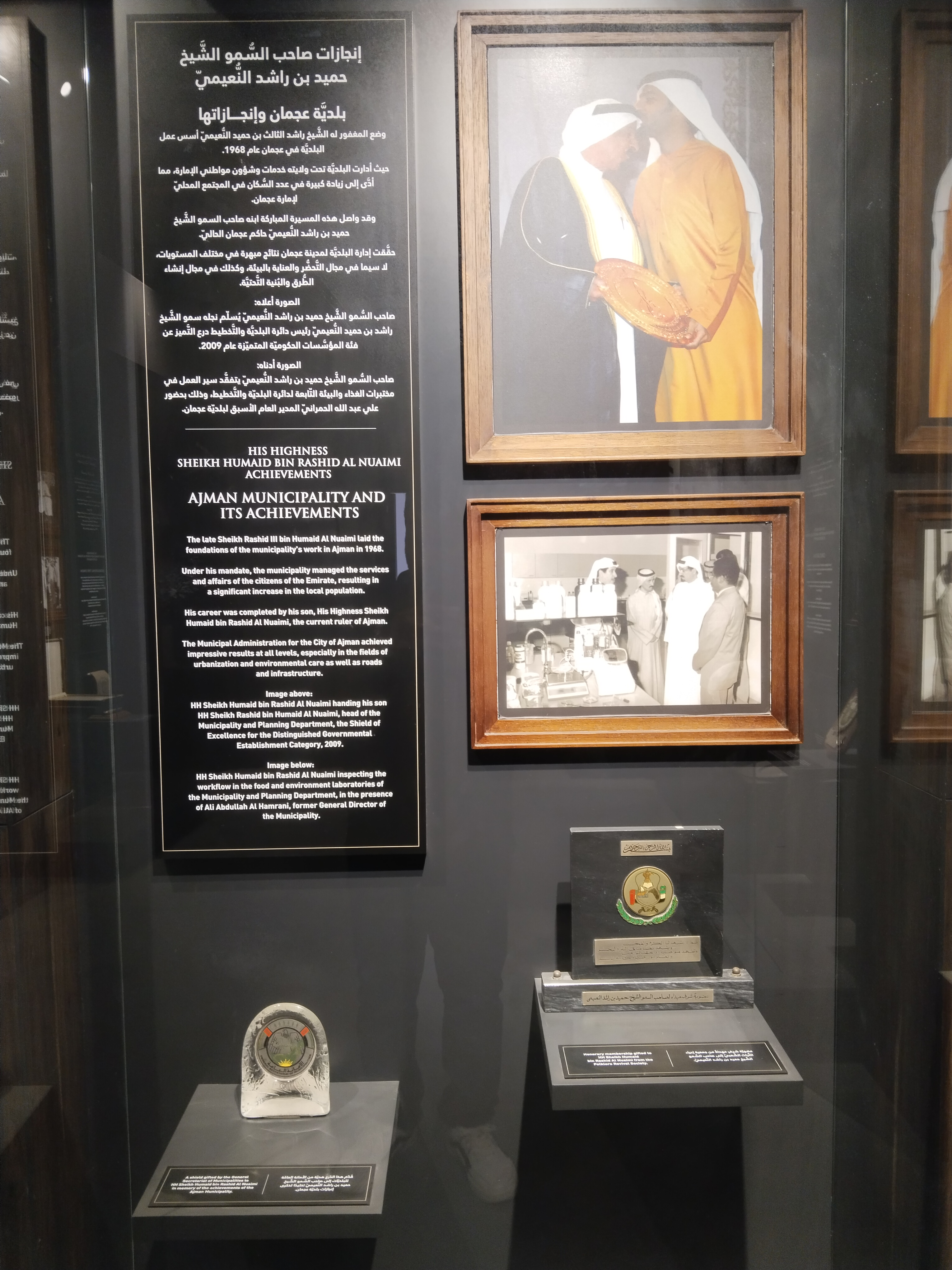
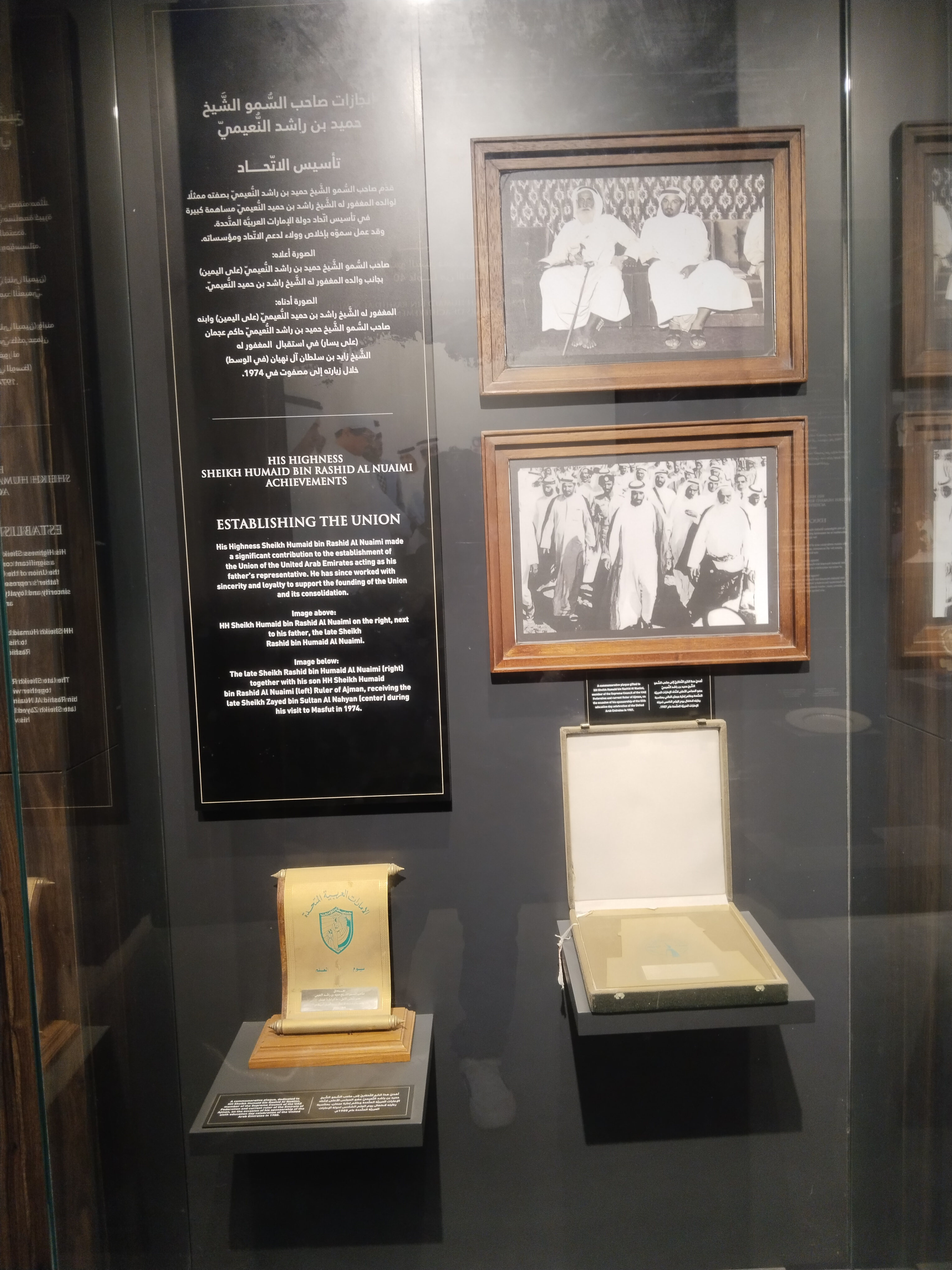
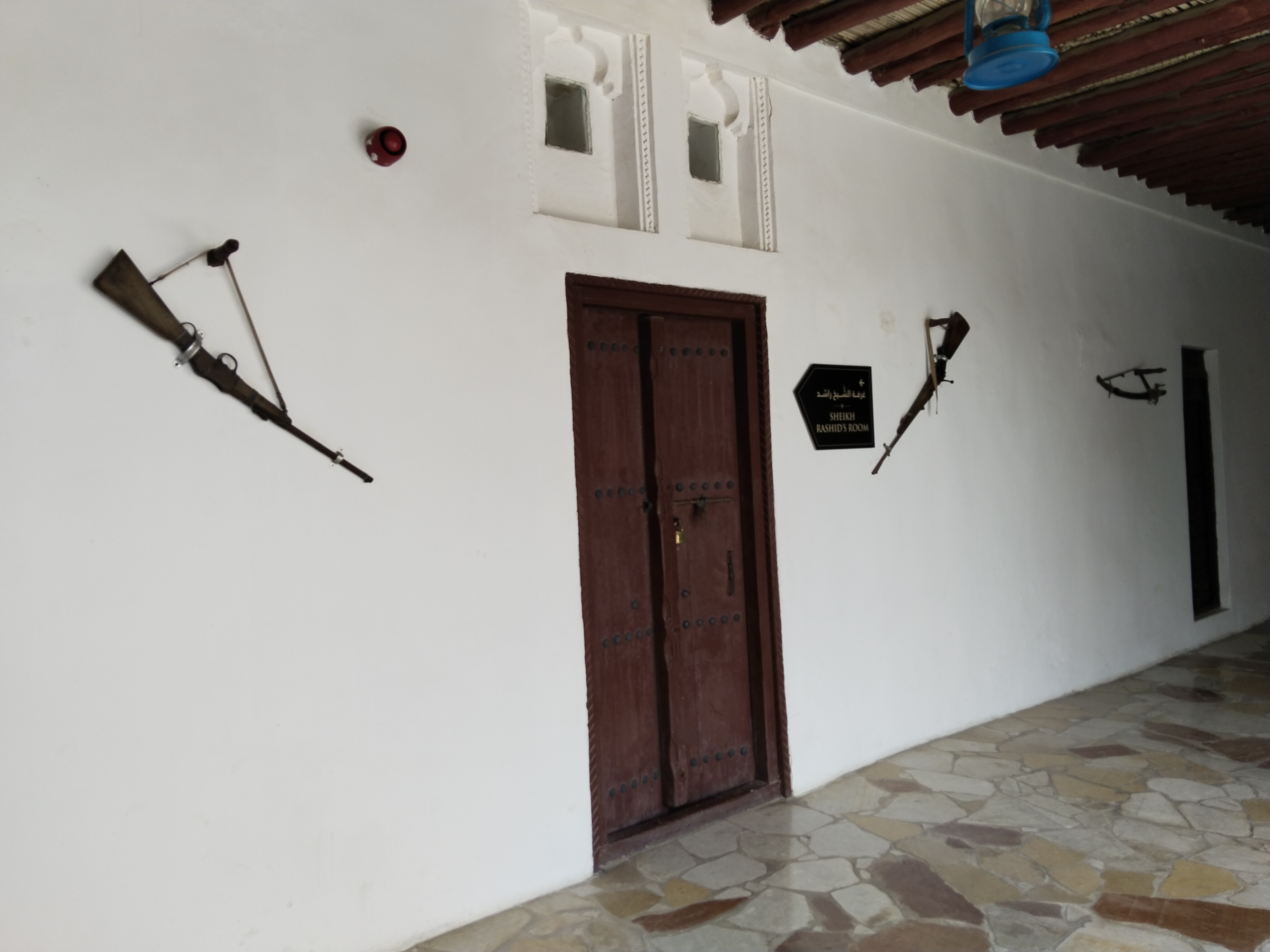
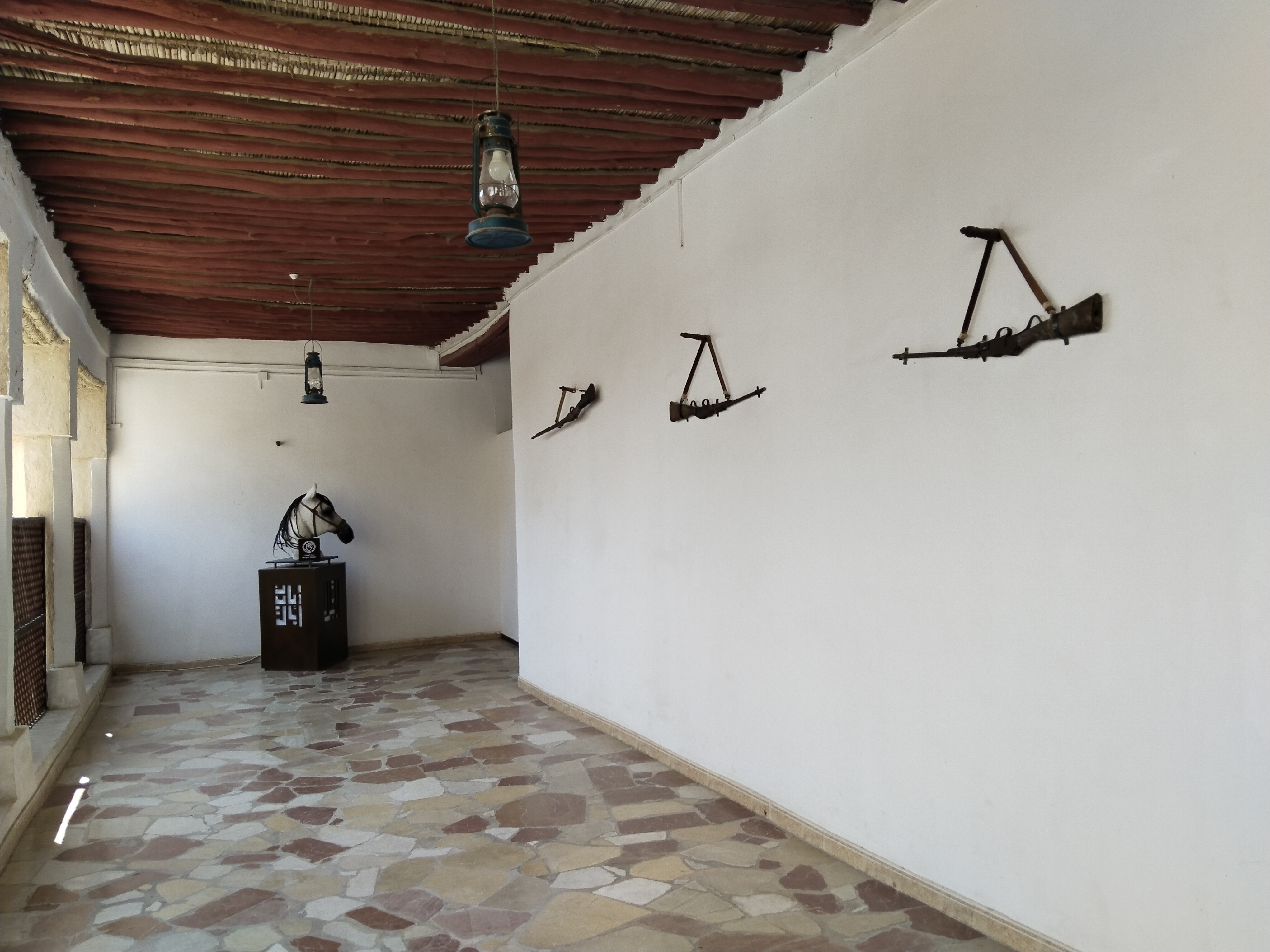
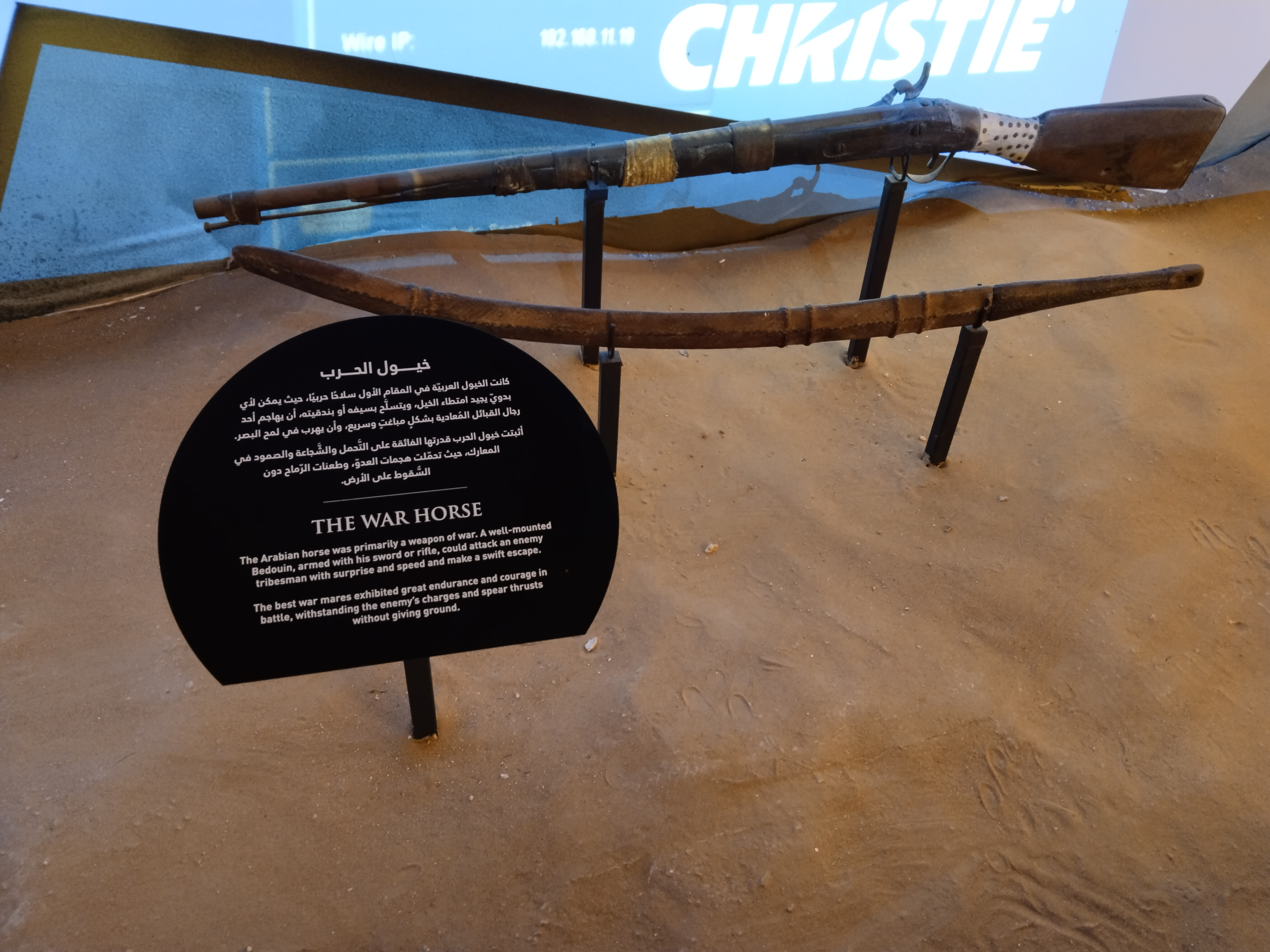
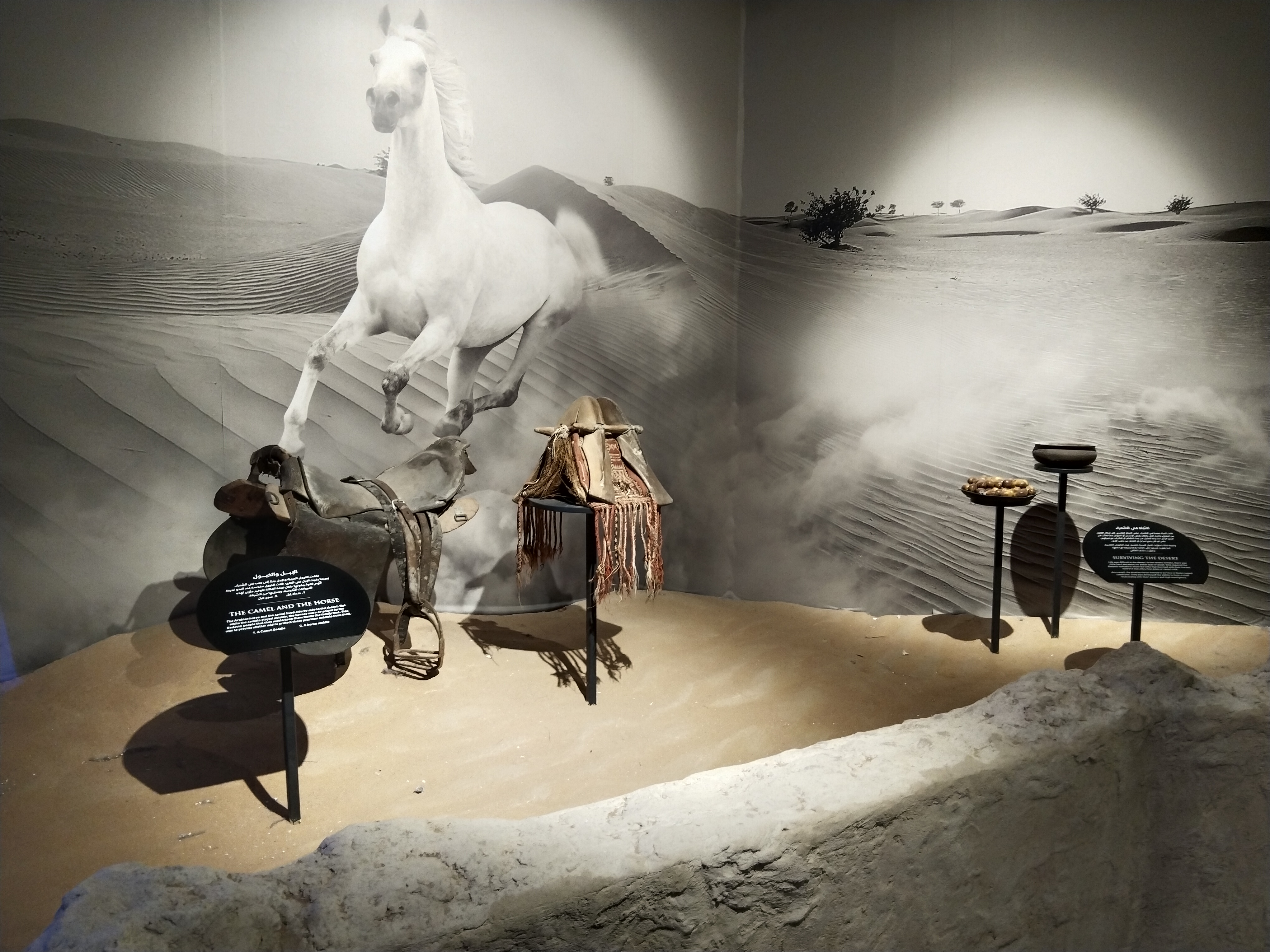
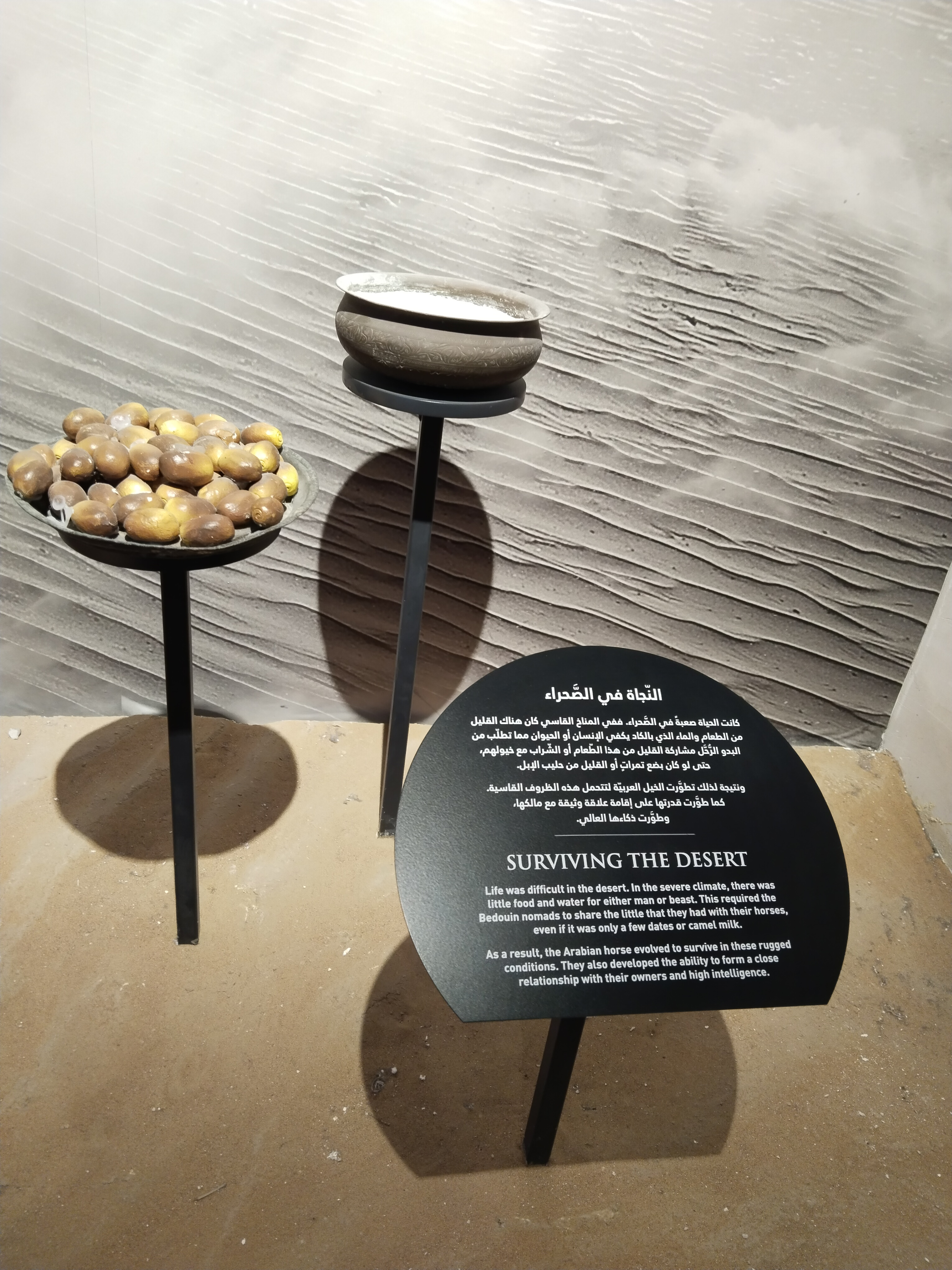
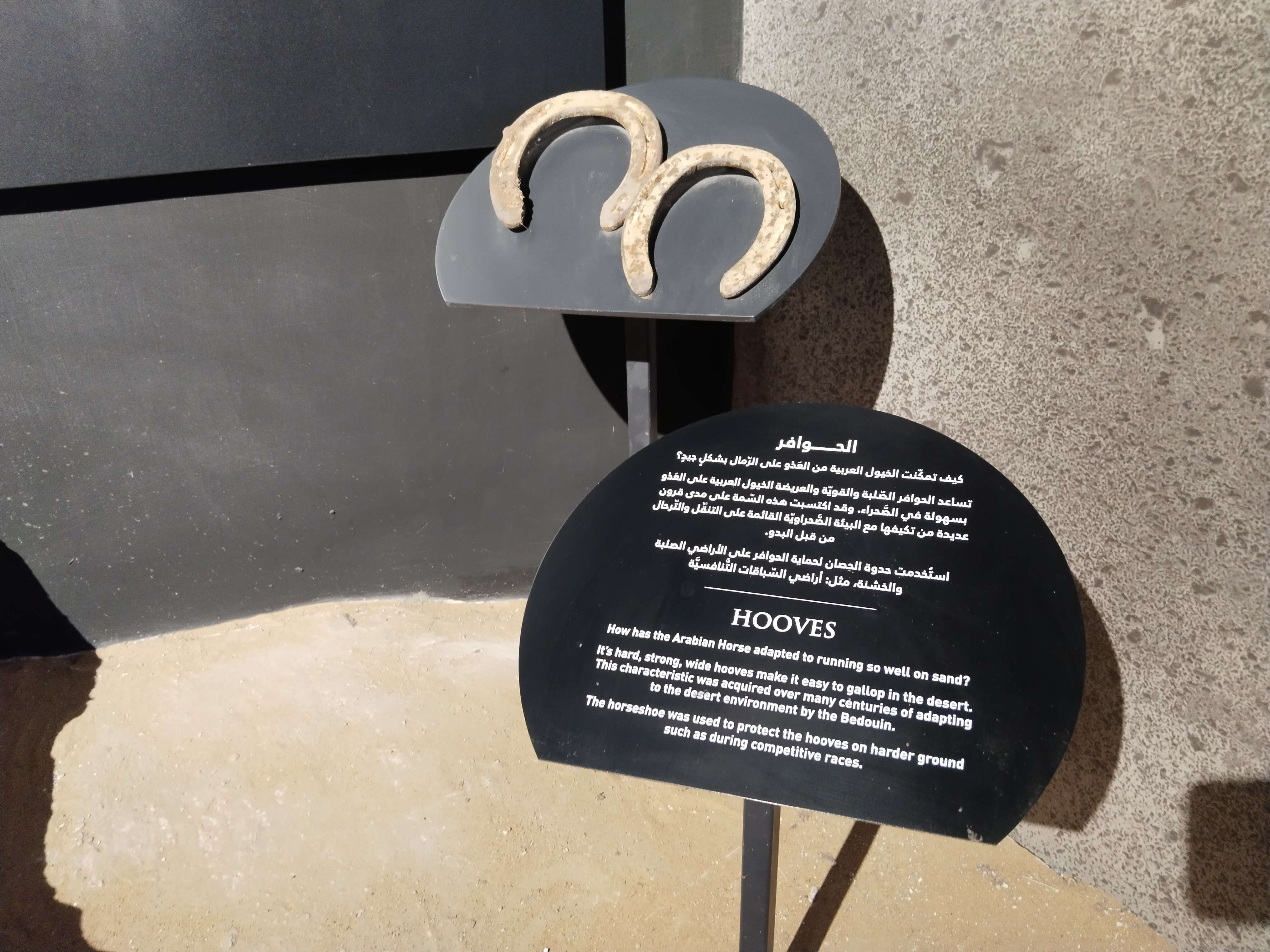
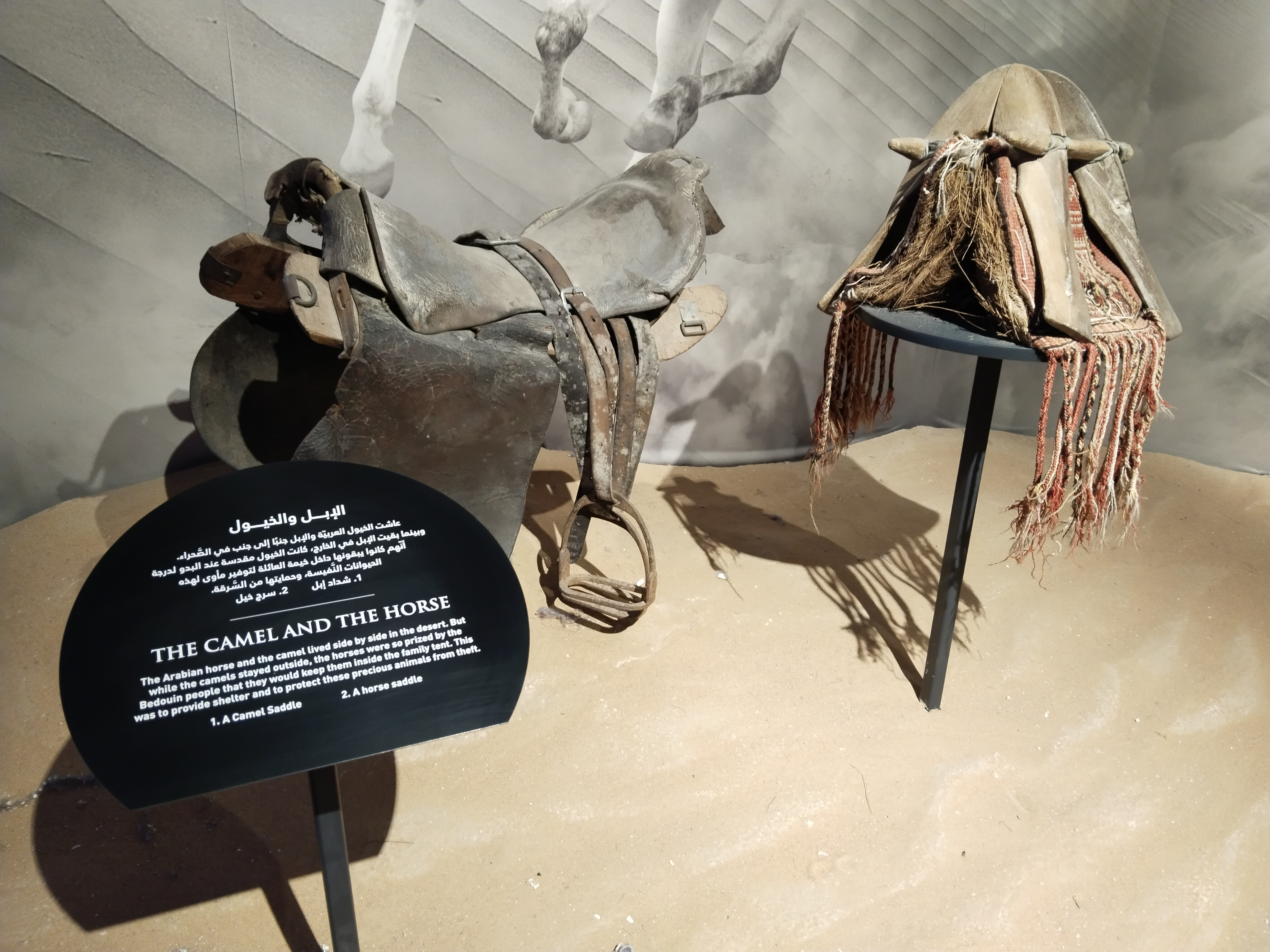
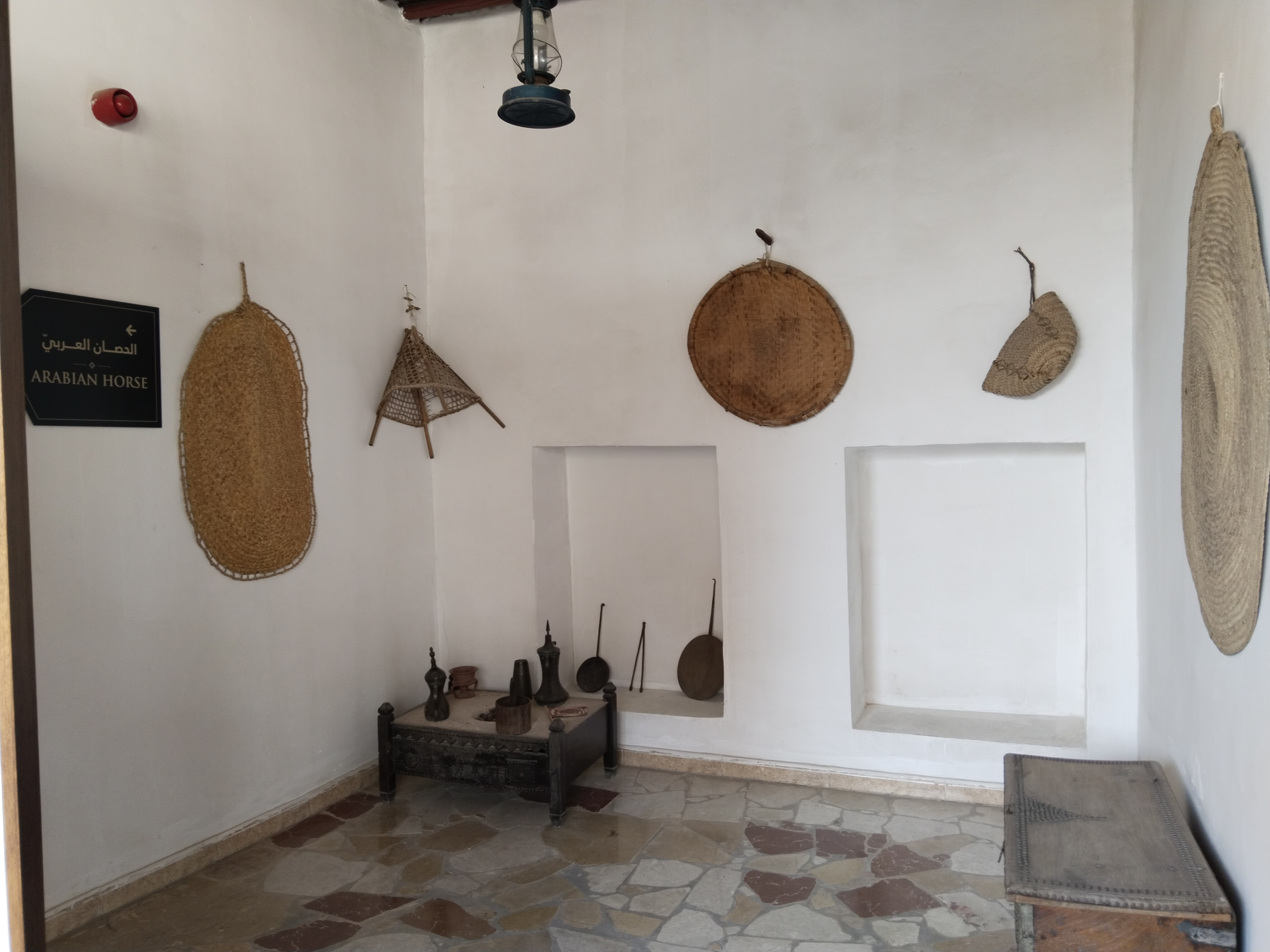
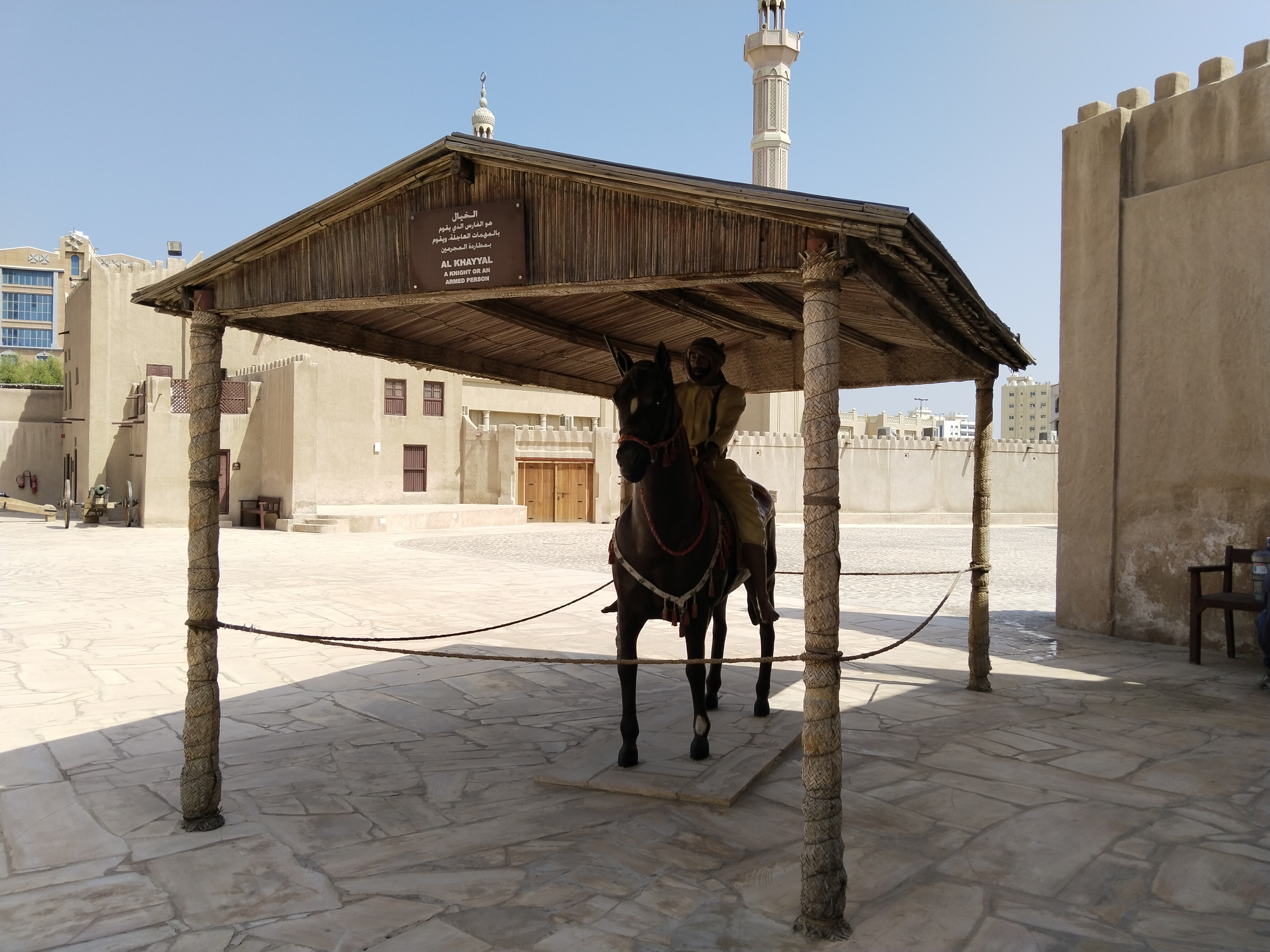
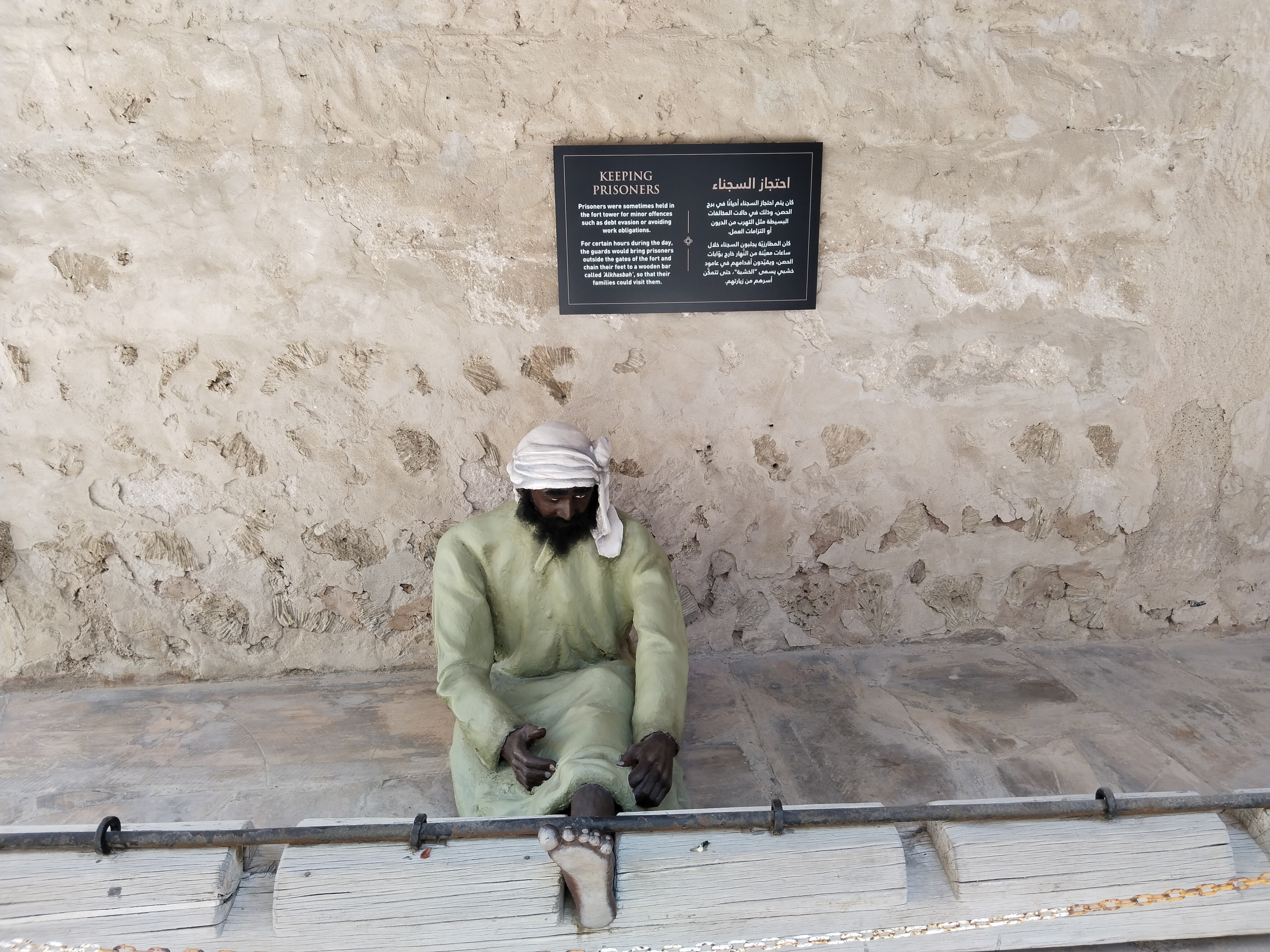
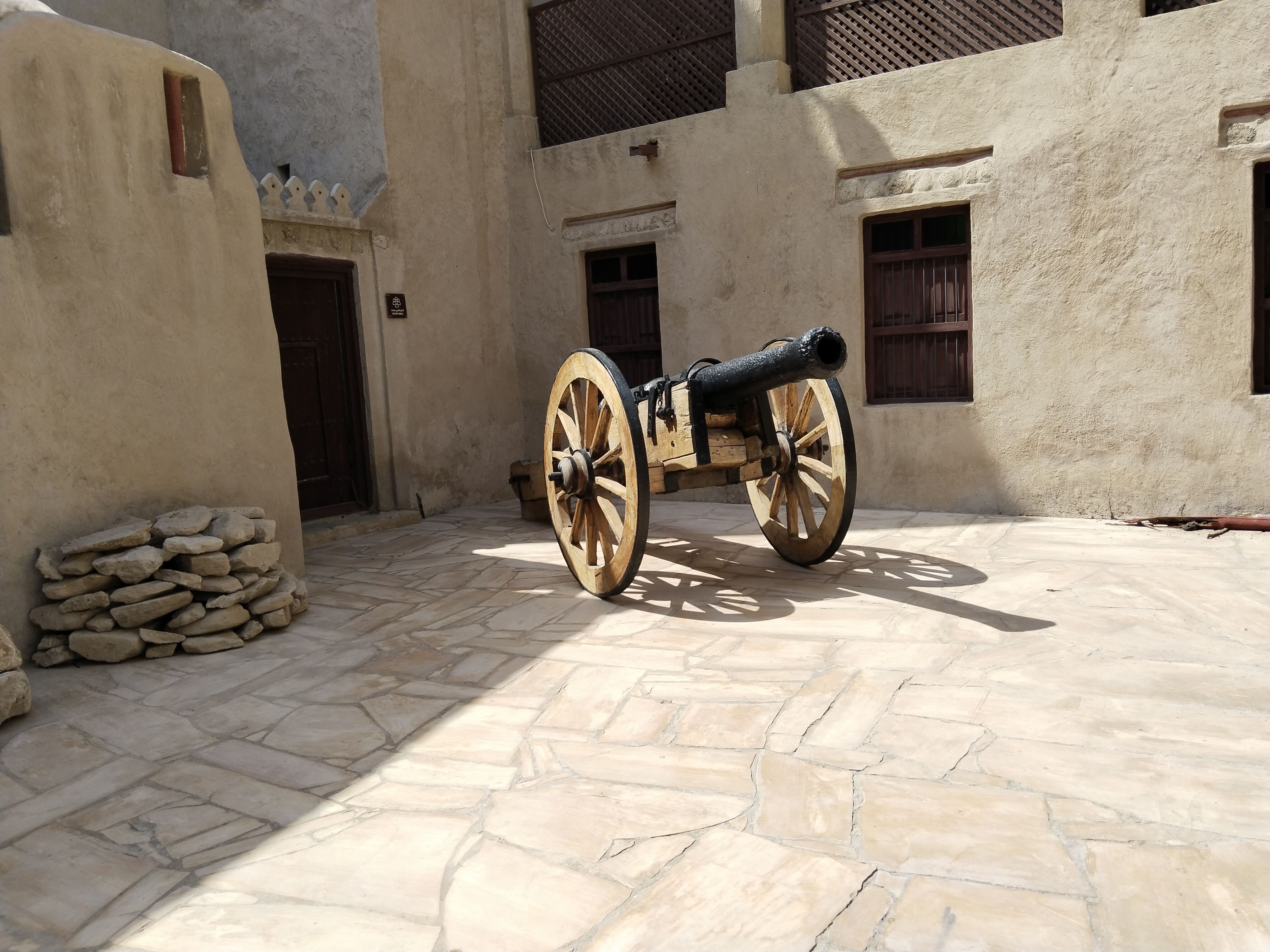
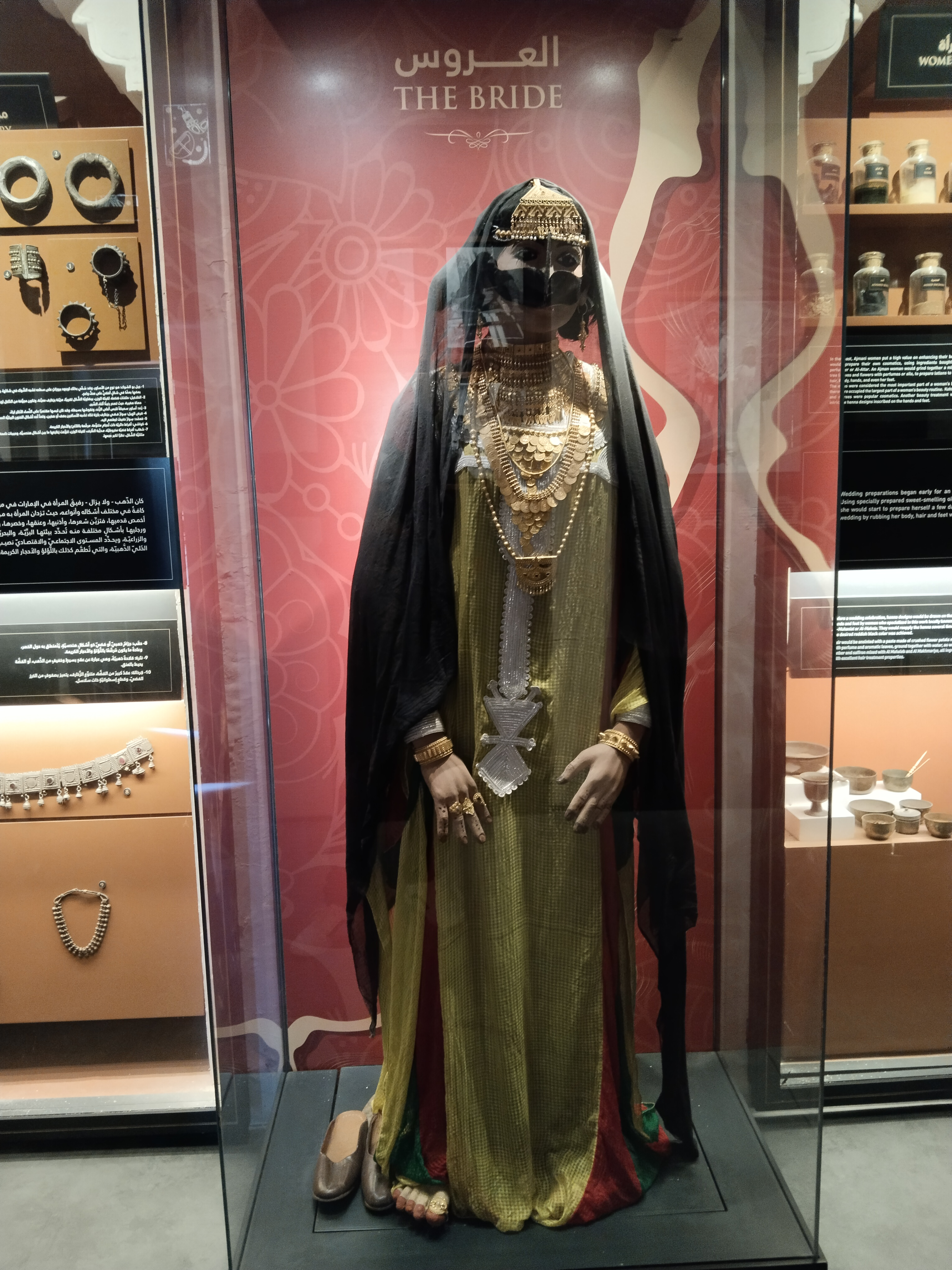
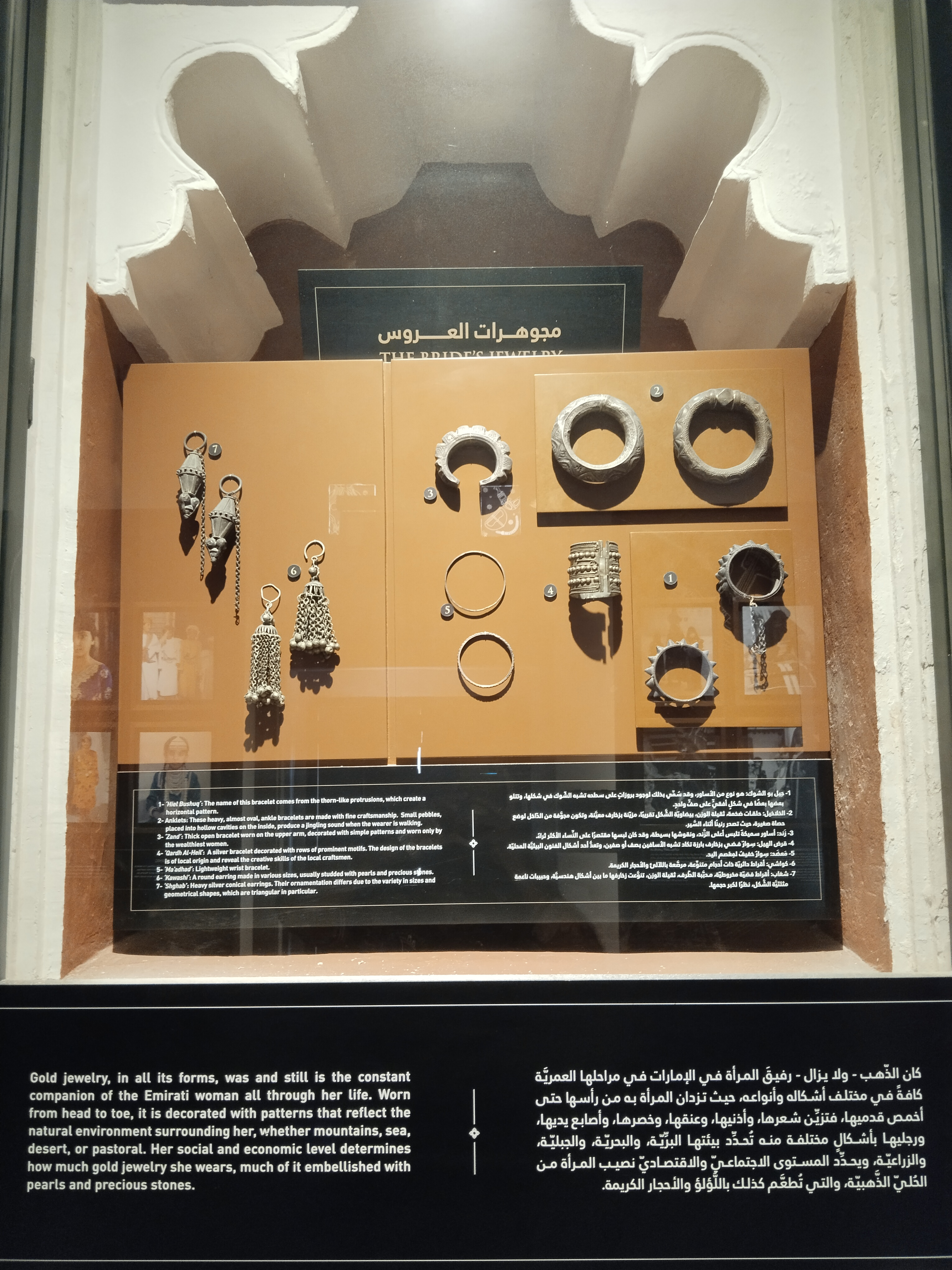
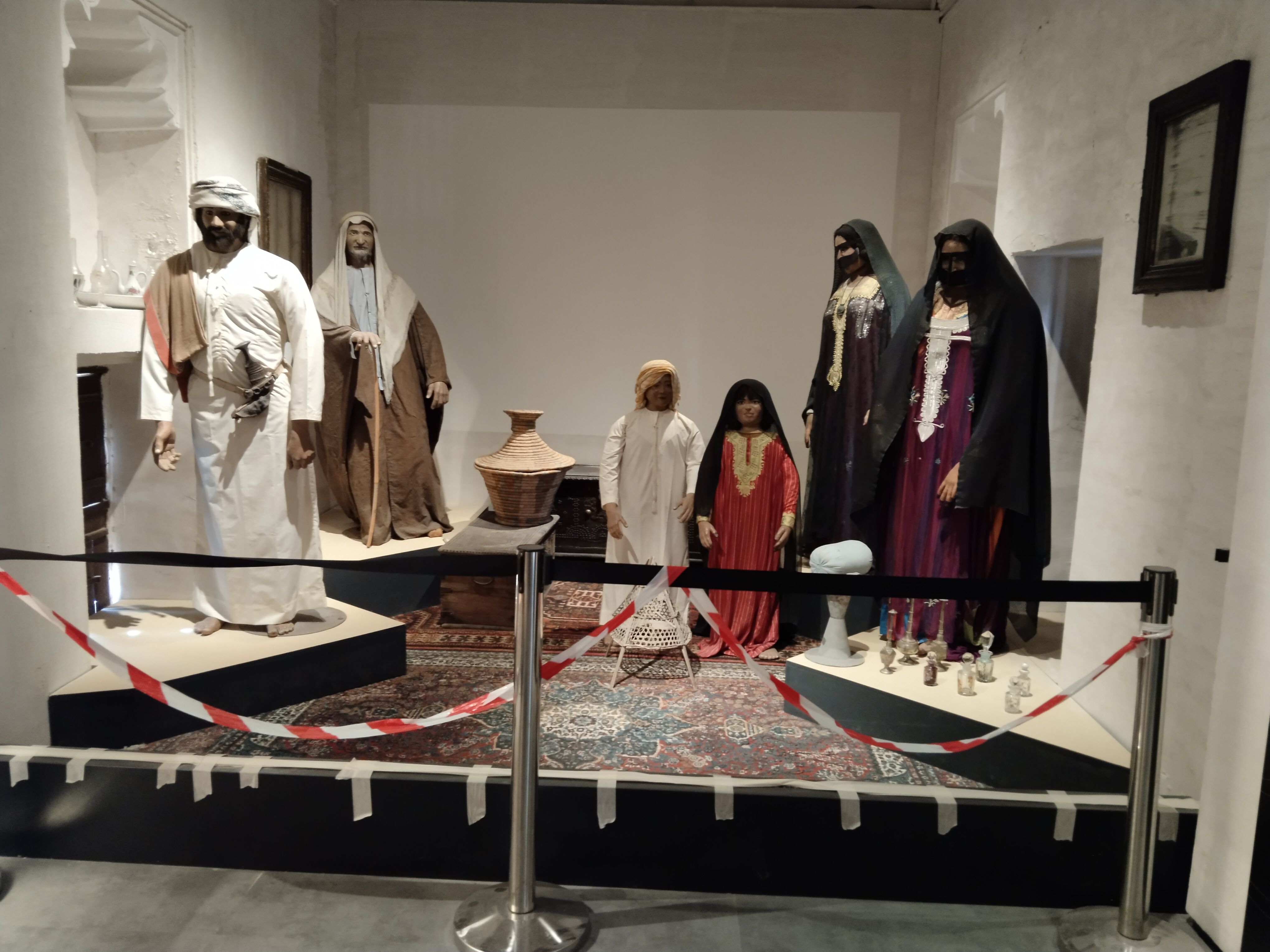
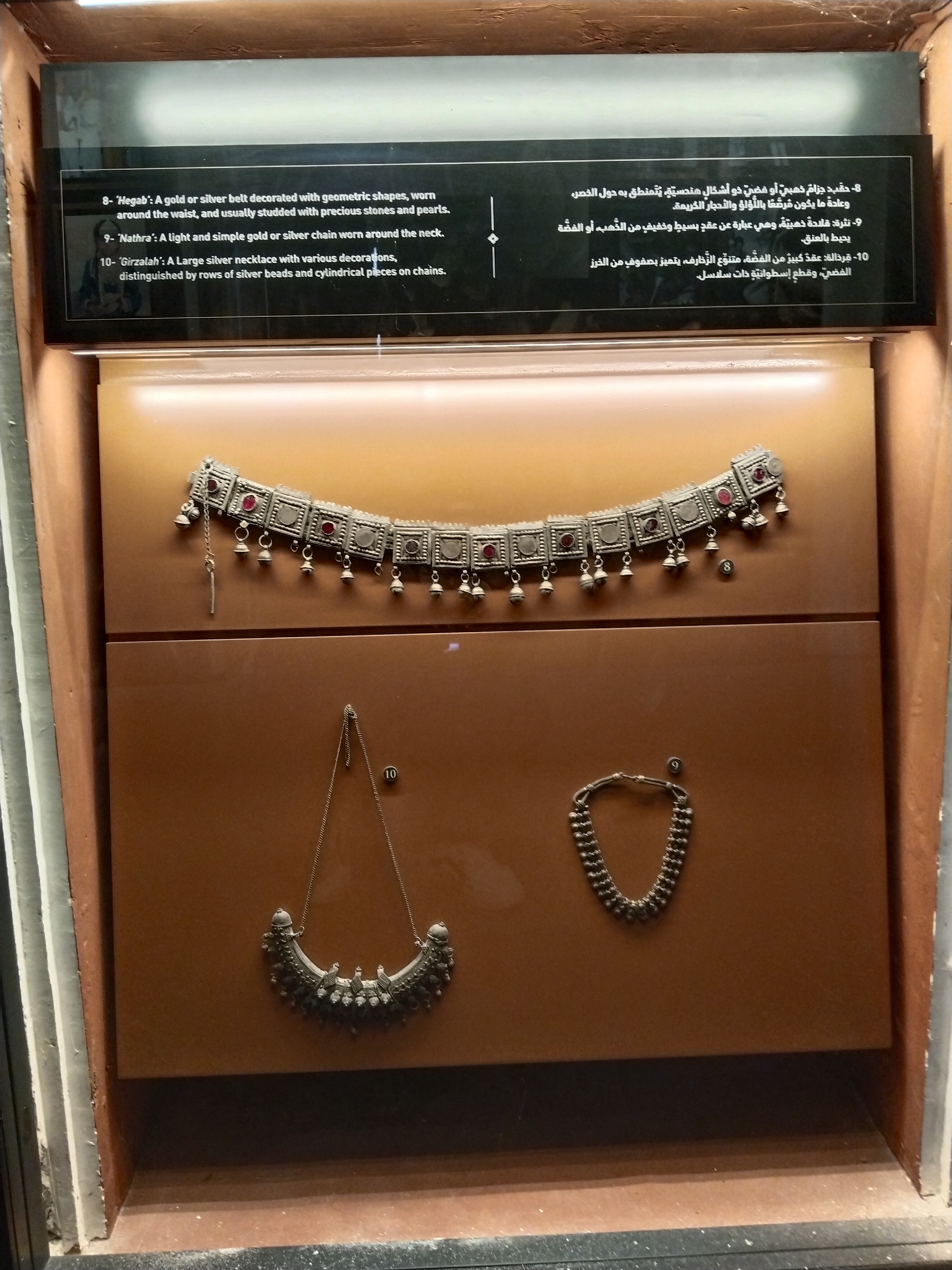
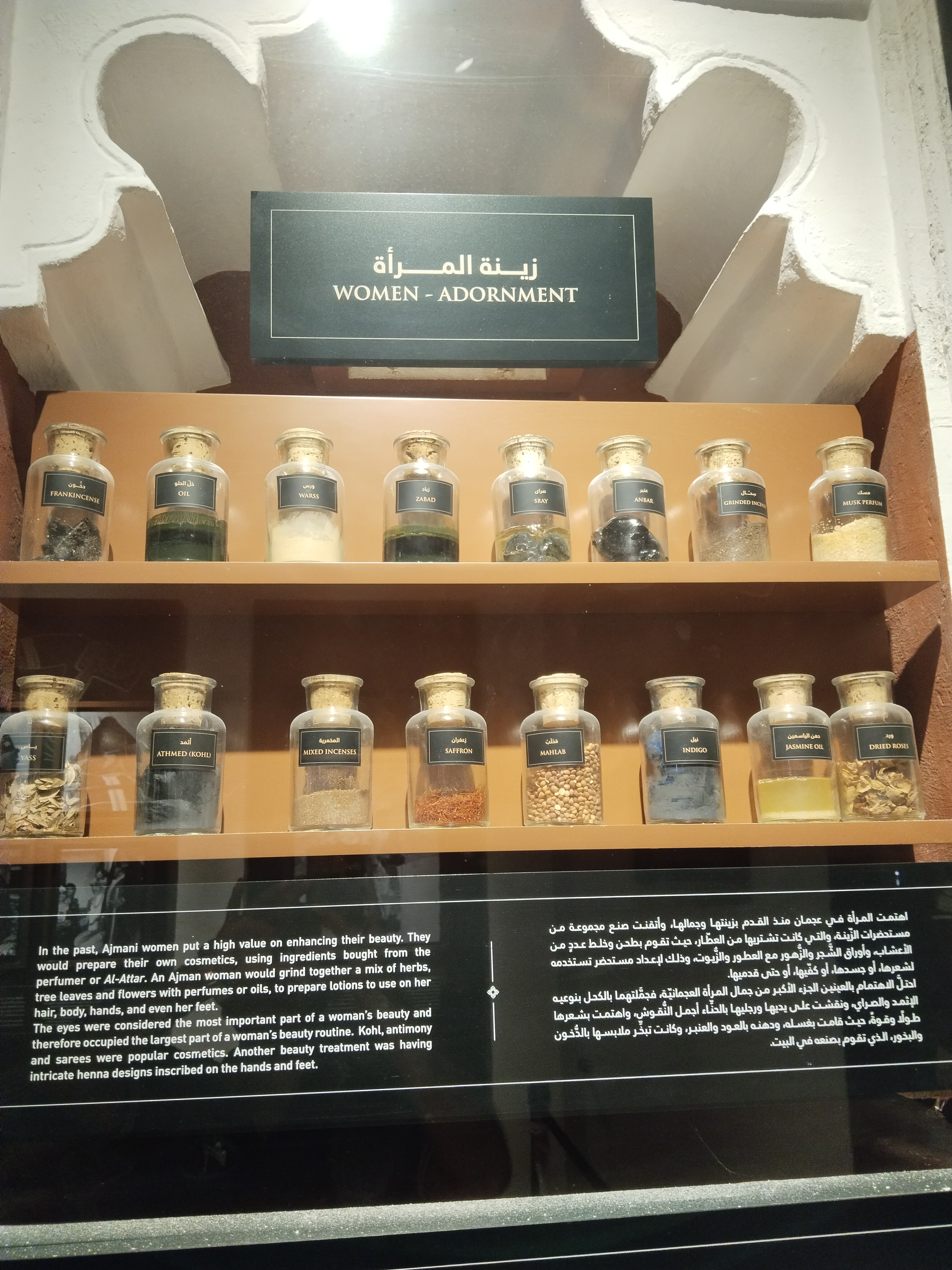
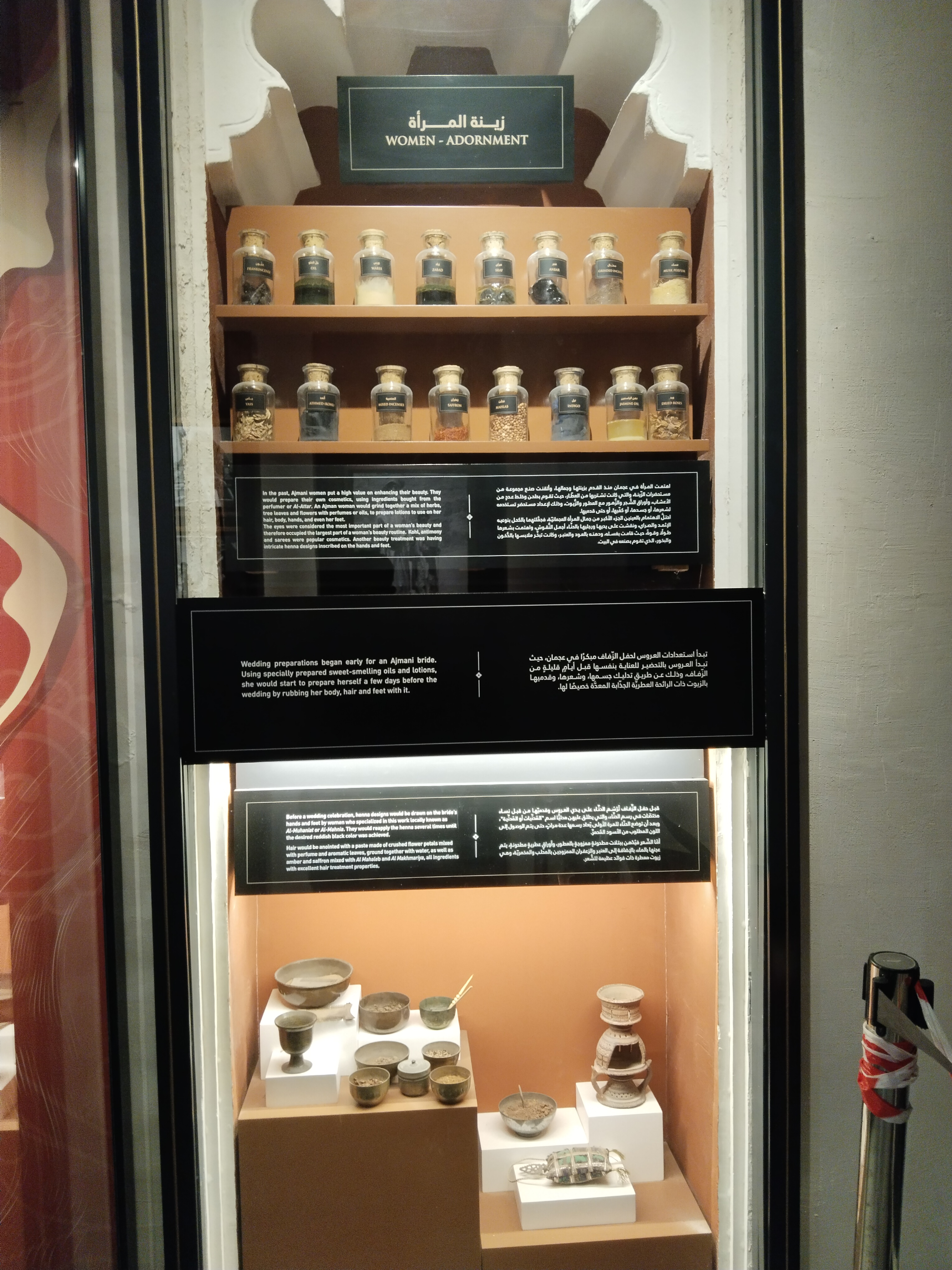
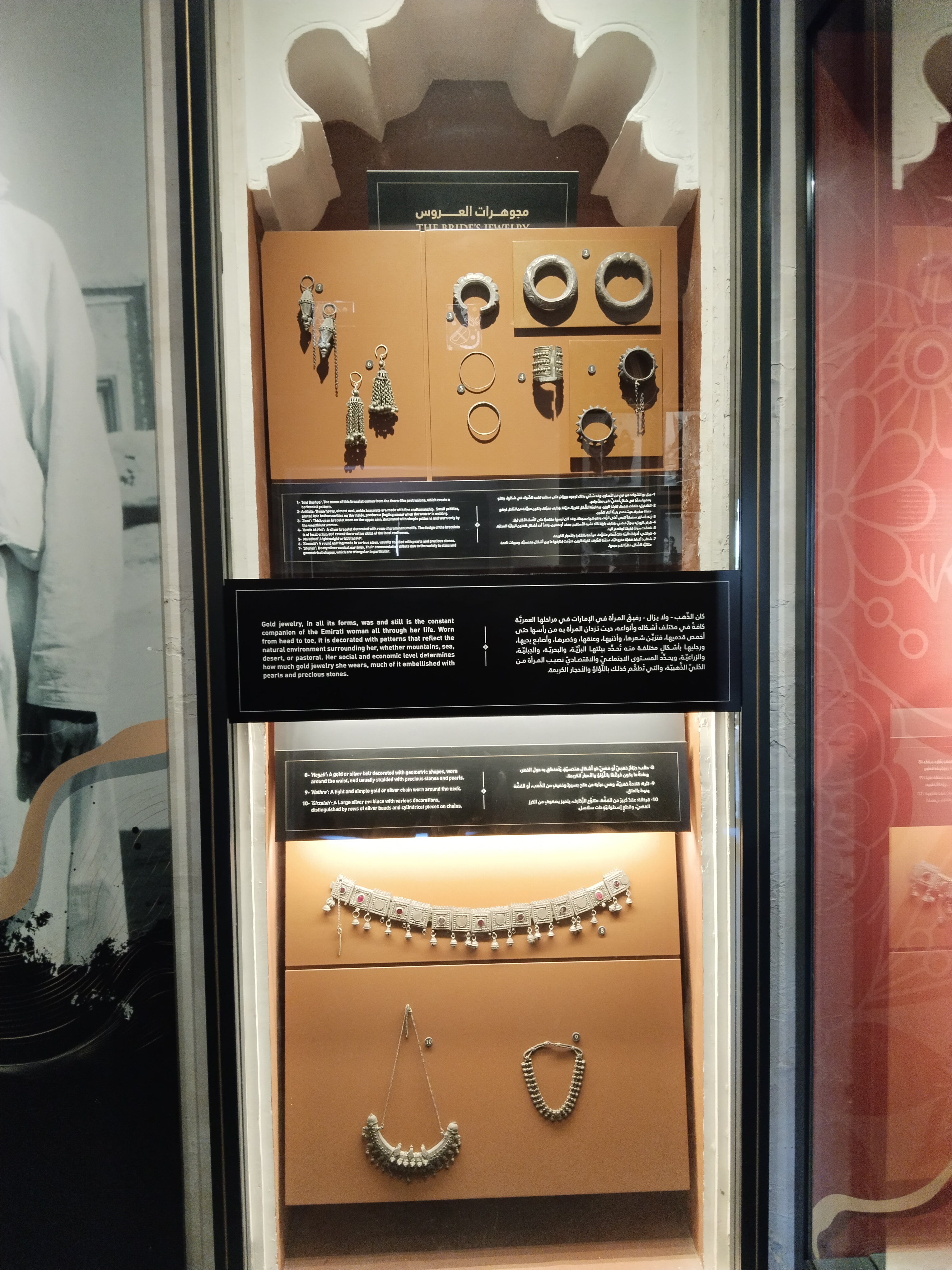
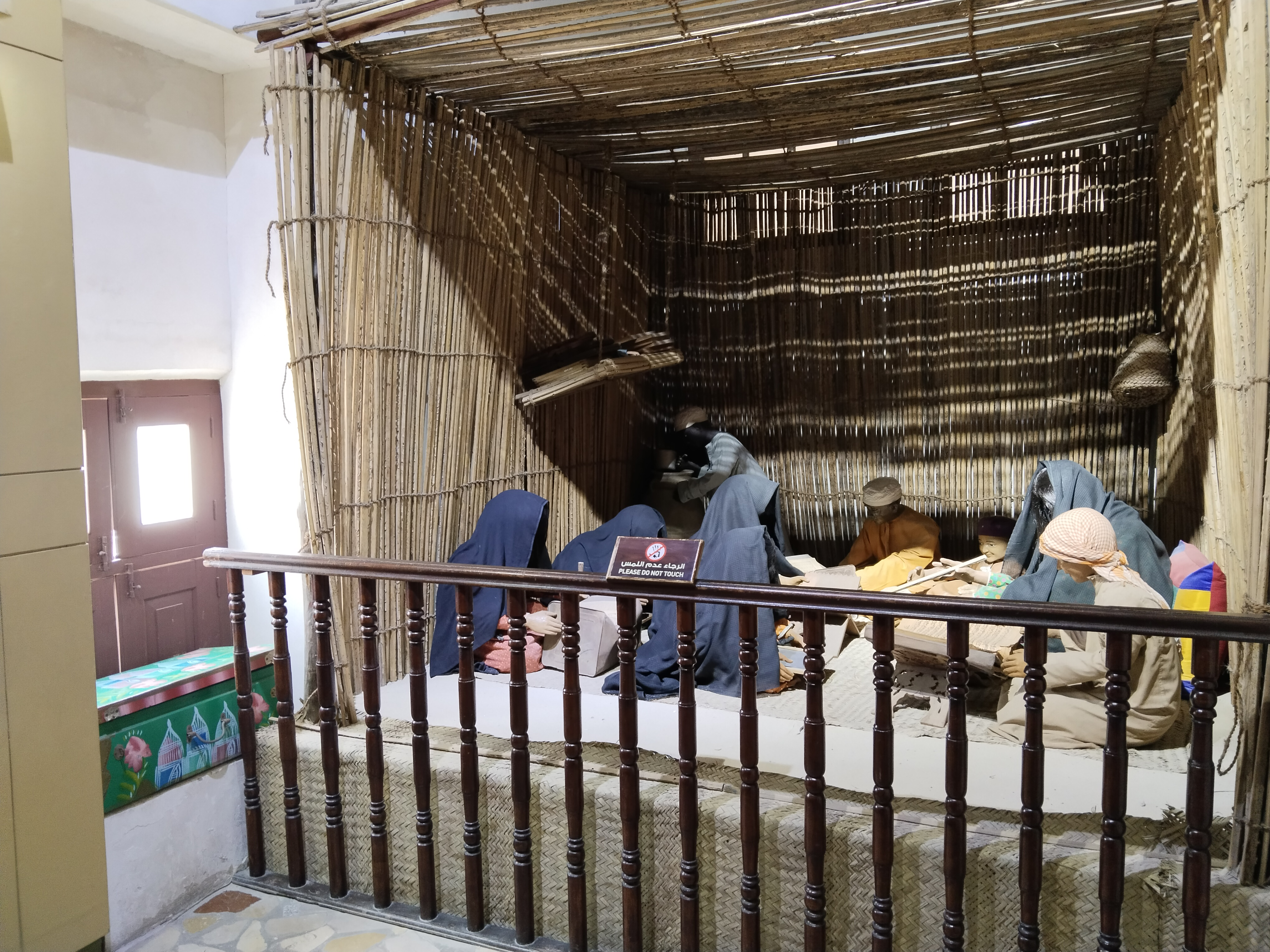
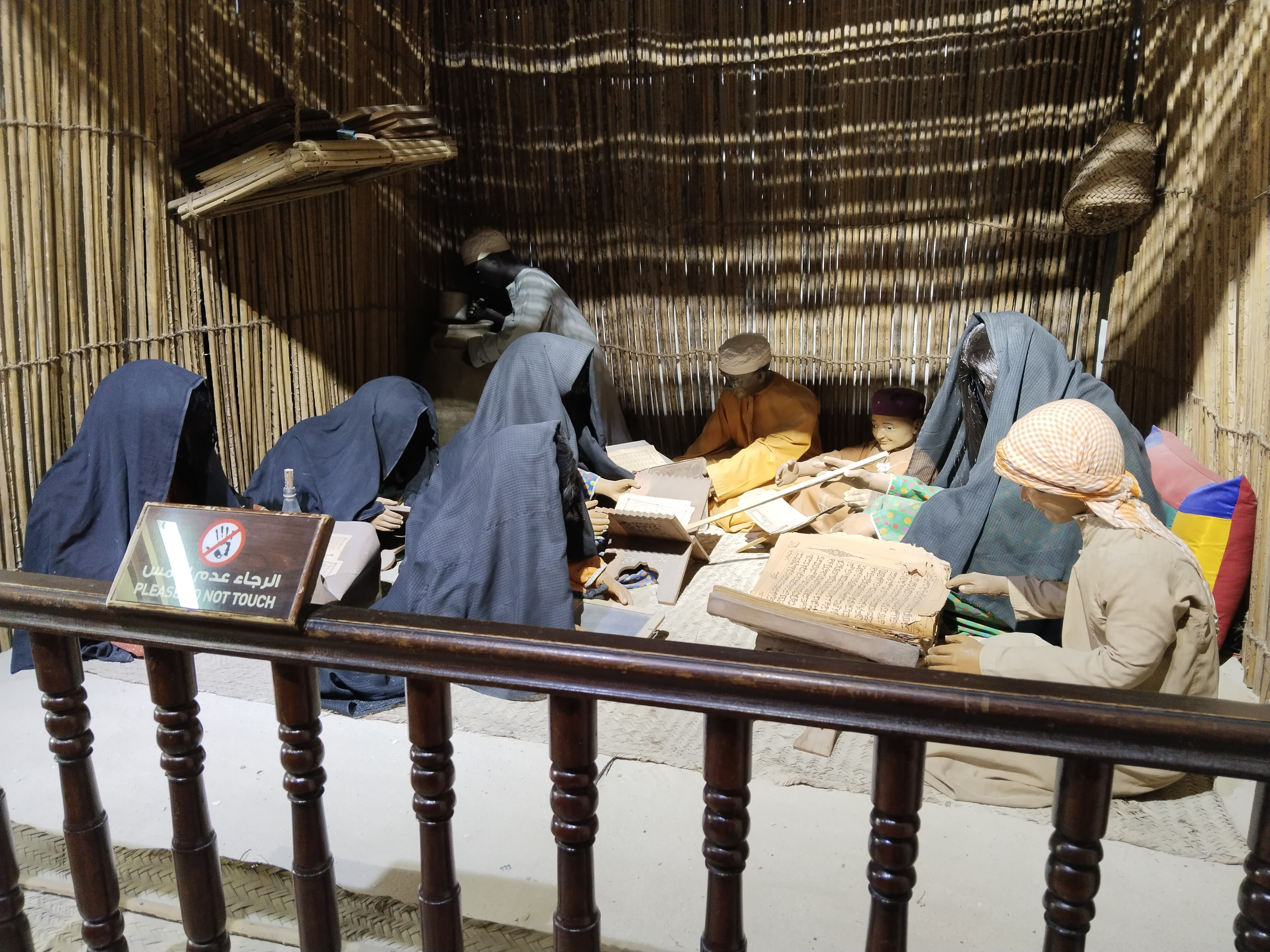
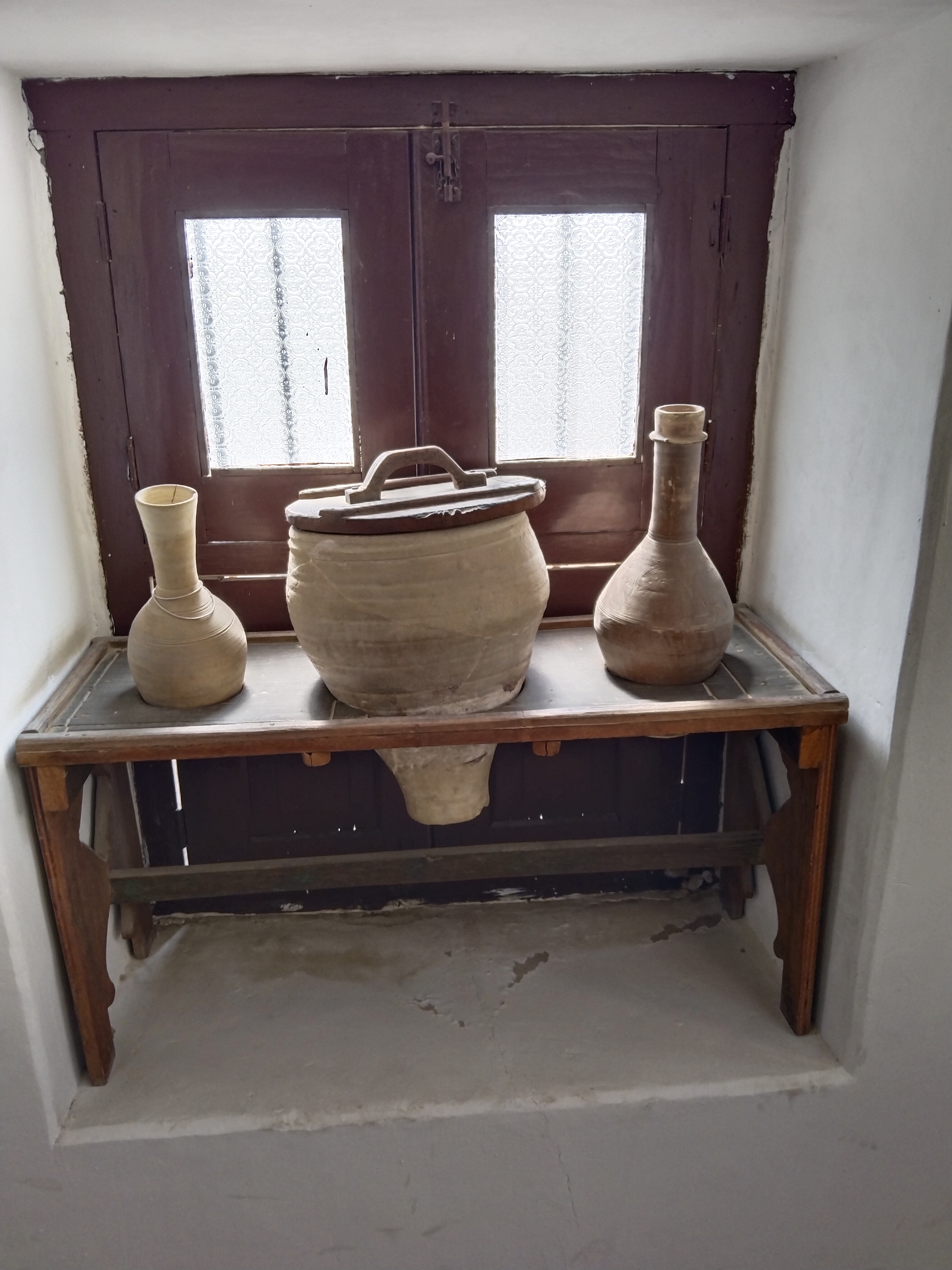
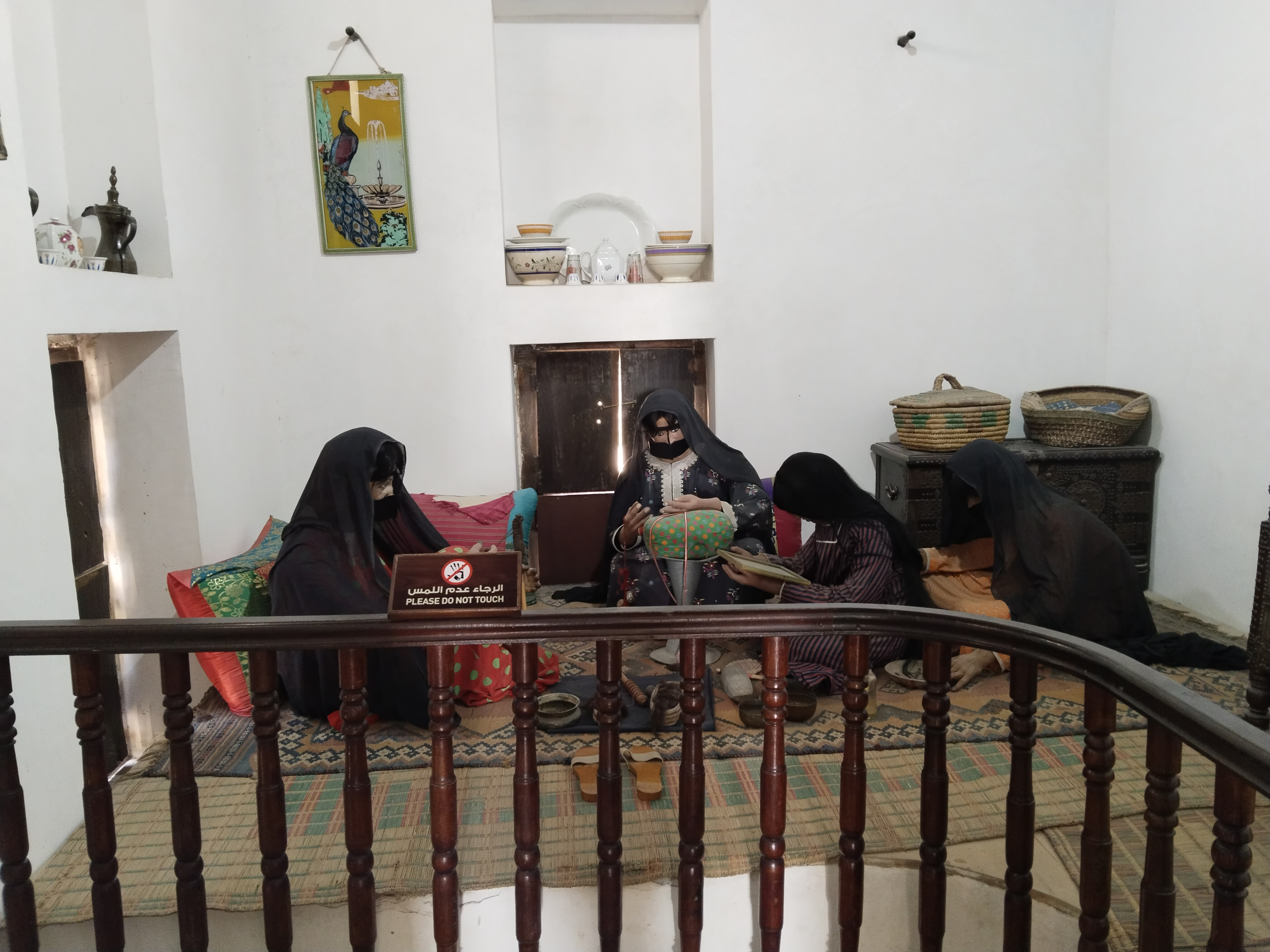

## تأسيس
لطالما كان حصن عجمان ركنًا أساسيًا في تاريخ مدينة وإمارة عجمان وحكامها لأكثر من 200 عام. وقد تأسست عجمان كإمارة مستقلة تحت حكم آل النعيمي عندما سيطر الشيخ راشد بن حميد النعيمي وخمسون من أتباعه سيطرةً فعلية على مستوطنة عجمان الساحلية في صراعٍ قصير.  لم يتم توطيد هذا التأسيس حتى عام 1816 أو 1817، عندما سقط حصن عجمان أخيرًا على يد راشد وأتباعه.  تم الاعتراف براشد كحاكم لعجمان من قبل حاكم الشارقة، الشيخ صقر بن سلطان القاسمي ، الذي كان قد ادعى سابقًا أن عجمان تحت دائرة نفوذه أو سيادته. 
عقب سقوطها بسبب غزو الحيرة في عام 1820،سقطت قلعة عجمان مرة أخرى لفترة قصيرة على يد قوة من بدو الدراويشة، الذين تم إبعادهم بفعل صقر بن سلطان من الشارقة. 
شهد حكم راشد بن حميد قصف القوات البريطانية لعجمان وحصنها من البحر خلال الحملة العقابية التي شنتها بريطانيا عام 1819 ضد القواسم. ووكان ذلك سببا لتوقيع راشد بن حميد على المعاهدة البحرية العامة لعام 1820. دُمر الحصن بالكامل في تلك العملية. 
لم يدم تولي حميد بن راشد النعيمي، الحكم سلميًا كحاكم لعجمان سنة 1838  طويلًا، ففي سنة 1841 استولى شقيق حميد، عبد العزيز بن راشد النعيمي، على حصن عجمان وأعلن نفسه حاكمًا. وبهذا صنع عدوًا قويًا، حيث تزوج حميد من ابنة سلطان بن صقر القاسمي، الذي سعى الآن إلى استعادته.  وفي سنة 1848، قُتل عبد العزيز بن راشد خلال صراع مسلح مع مدينة الحمرية المجاورة الانفصالية في عجمان. وعند وفاة عبد العزيز، أصبح حميد، الذي أصيب أيضًا في الصراع، حاكمًا مرة أخرى. 
1. ↑  Wilson، Graeme (2010). Rashid: Portrait of a Ruler. UK: Media Prima. ص. 21. ISBN:9789948152880.
2. ↑  Wilson، Graeme (2010). Rashid, portrait of a ruler. London. ص. 21. ISBN:9789948152880. OCLC:843954755.{{استشهاد بكتاب}}:  صيانة الاستشهاد: مكان بدون ناشر (link)
3. ↑  Wilson، Graeme (2010). Rashid, Portrait of a Ruler. Media Prima. ص. 12.
4. ↑  Wilson، Graeme. Rashid, Portrait of a Ruler. Media Prima. ص. 14.
5. ↑  "Ajman Museum not only speaks of the UAE's history, but is part of it – in pictures". The National (بالإنجليزية). 29 Jul 2019. Retrieved 2020-10-15.
6. ↑  Lorimer، John (1915). Gazetteer of the Persian Gulf. British Government, Bombay. ص. 776.
7. ↑  McNabb، Alexander (2025). Children of the Seven Sands. Dubai: Motivate Media Group. ص. 209. ISBN:9781860635120.
8. ↑  Wilson، Graeme (1999). Rashid, Portrait of a Ruler. Media Prima. ص. 25.